# La Romieu
Cet article possède un paronyme, voir Romeu.
La Romieu (L'Arromiu en gascon) est une commune française située dans le nord du département du Gers en région Occitanie. Sur le plan historique et culturel, la commune est dans le Condomois, une ancienne circonscription de la province de Gascogne ayant titre de comté.
Exposée à un climat océanique altéré, elle est drainée par le Petit Auvignon et par divers autres petits cours d'eau. La commune possède un patrimoine naturel remarquable composé de deux zones naturelles d'intérêt écologique, faunistique et floristique.
La Romieu est une commune rurale qui compte 547 habitants en 2022, après avoir connu un pic de population de 1 584 habitants en 1793. Ses habitants sont appelés les Roméviens ou  Roméviennes.
Le nom de cet ensemble médiéval, « l'Arroumîu », signifie « le pèlerin » (un « roumieu » désignait à la base un pèlerin pour Rome, mais le terme s'est appliqué à tous les pèlerins).
La commune est membre de l'association Les Plus Beaux Villages de France.
Le patrimoine architectural de la commune comprend trois  immeubles protégés au titre des monuments historiques : la collégiale Saint-Pierre, classée en 1901, la tour du Cardinal d'Aux, classée en 1928, et le château de Madirac, inscrit en 1964.

## Géographie

### Communes limitrophes
Les communes limitrophes sont  Berrac, Castelnau-sur-l'Auvignon, Gazaupouy, Lagarde, Larroque-Engalin, Marsolan et Pouy-Roquelaure.
| Gazaupouy                | Pouy-Roquelaure | Berrac           |
| Castelnau-sur-l'Auvignon | La Romieu       | Larroque-Engalin |
|                          | Marsolan        | Lagarde          |

### Géologie et relief
Plusieurs collines entourent la commune. De nombreux sites préhistoriques et des carrières de sable les jonchent. La Romieu fut habitée à l'époque romaine : une voie antique, la Peyrigne, qui reliait La Motte de Lécussan à Saint-Bertrand-de-Comminges, Valcabrère et la Ténarèze, passent par La Romieu.
La Romieu se situe en zone de sismicité 1 (sismicité très faible).

### Hydrographie

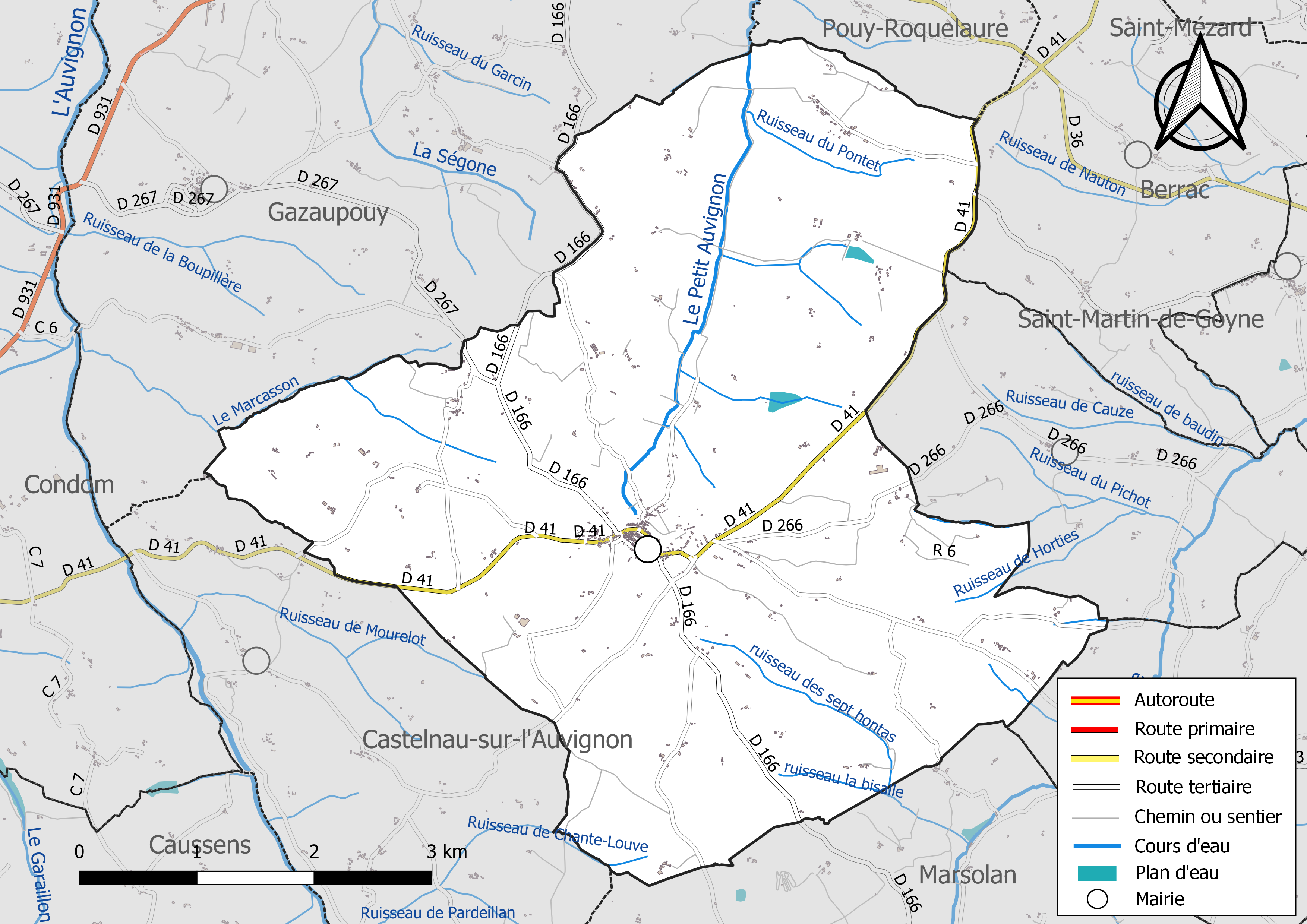
Réseaux hydrographique et routier de Romieu.

La commune est dans le bassin de la Garonne, au sein du bassin hydrographique Adour-Garonne. Elle est drainée par le Petit Auvignon, le Marcasson, le ruisseau de Chante-Louve, le ruisseau de Horties, le ruisseau des Mouragnès, le ruisseau du Pontet, le ruisseau la bisalle et par divers petits cours d'eau, qui constituent un réseau hydrographique de 17 km de longueur totale,.
Le Petit Auvignon, d'une longueur totale de 23,6 km, prend sa source dans la commune et s'écoule vers le nord. Il traverse la commune et se jette dans l'Auvignon à Calignac, après avoir traversé 12 communes.

### Climat
Pour des articles plus généraux, voir Climat de l'Occitanie et Climat du Gers.
En 2010, le climat de la commune est de type climat du Bassin du Sud-Ouest, selon une étude s'appuyant sur une série de données couvrant la période 1971-2000. En 2020, Météo-France publie une typologie des climats de la France métropolitaine dans laquelle la commune est exposée à un climat océanique altéré et est dans la région climatique Aquitaine, Gascogne, caractérisée par une pluviométrie abondante au printemps, modérée en automne, un faible ensoleillement au printemps, un été chaud (19,5 °C), des vents faibles, des brouillards fréquents en automne et en hiver et des orages fréquents en été (15 à 20 jours).
Pour la période 1971-2000, la température annuelle moyenne est de 13,1 °C, avec une amplitude thermique annuelle de 15,5 °C. Le cumul annuel moyen de précipitations est de 752 mm, avec 10,1 jours de précipitations en janvier et 6,4 jours en juillet. Pour la période 1991-2020, la température moyenne annuelle observée sur la station météorologique la plus proche, située sur la commune de Condom à 10 km à vol d'oiseau, est de 13,9 °C et le cumul annuel moyen de précipitations est de 703,8 mm,. Pour l'avenir, les paramètres climatiques de la commune estimés pour 2050 selon différents scénarios d'émission de gaz à effet de serre sont consultables sur un site dédié publié par Météo-France en novembre 2022.

### Milieux naturels et biodiversité
L’inventaire des zones naturelles d'intérêt écologique, faunistique et floristique (ZNIEFF) a pour objectif de réaliser une couverture des zones les plus intéressantes sur le plan écologique, essentiellement dans la perspective d’améliorer la connaissance du patrimoine naturel national et de fournir aux différents décideurs un outil d’aide à la prise en compte de l’environnement dans l’aménagement du territoire.
Une ZNIEFF de type 1 est recensée sur la commune :
les « bois de Broustes et grottes proches » (119 ha), couvrant 2 communes du département et une ZNIEFF de type 2, : 
l'« ensemble de tulipes et messicoles de Marsolan à la Romieu » (3 318 ha), couvrant 6 communes du département.

Carte des ZNIEFF de type 1 et 2 à La Romieu.
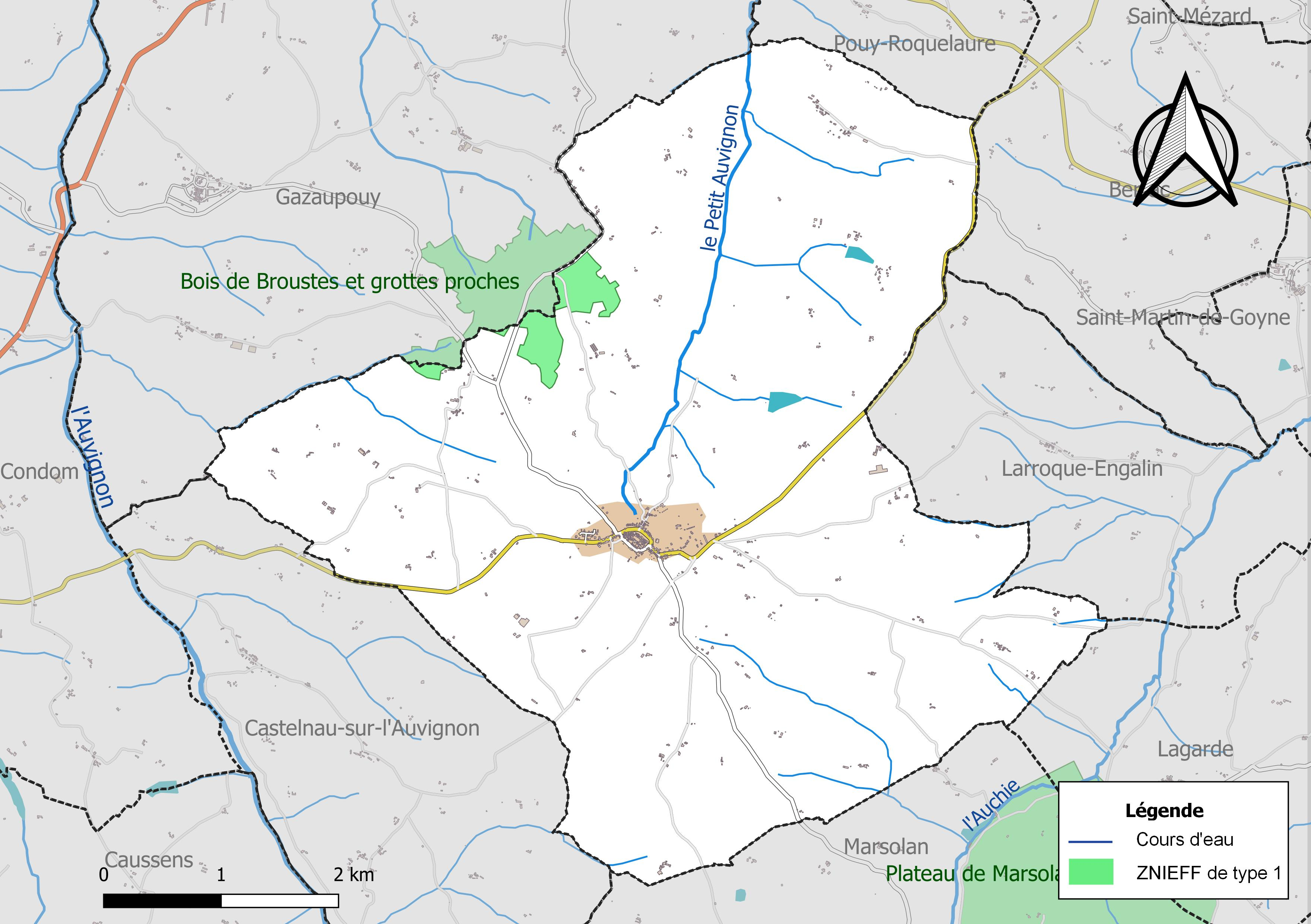
Carte de la ZNIEFF de type 1 sur la commune.
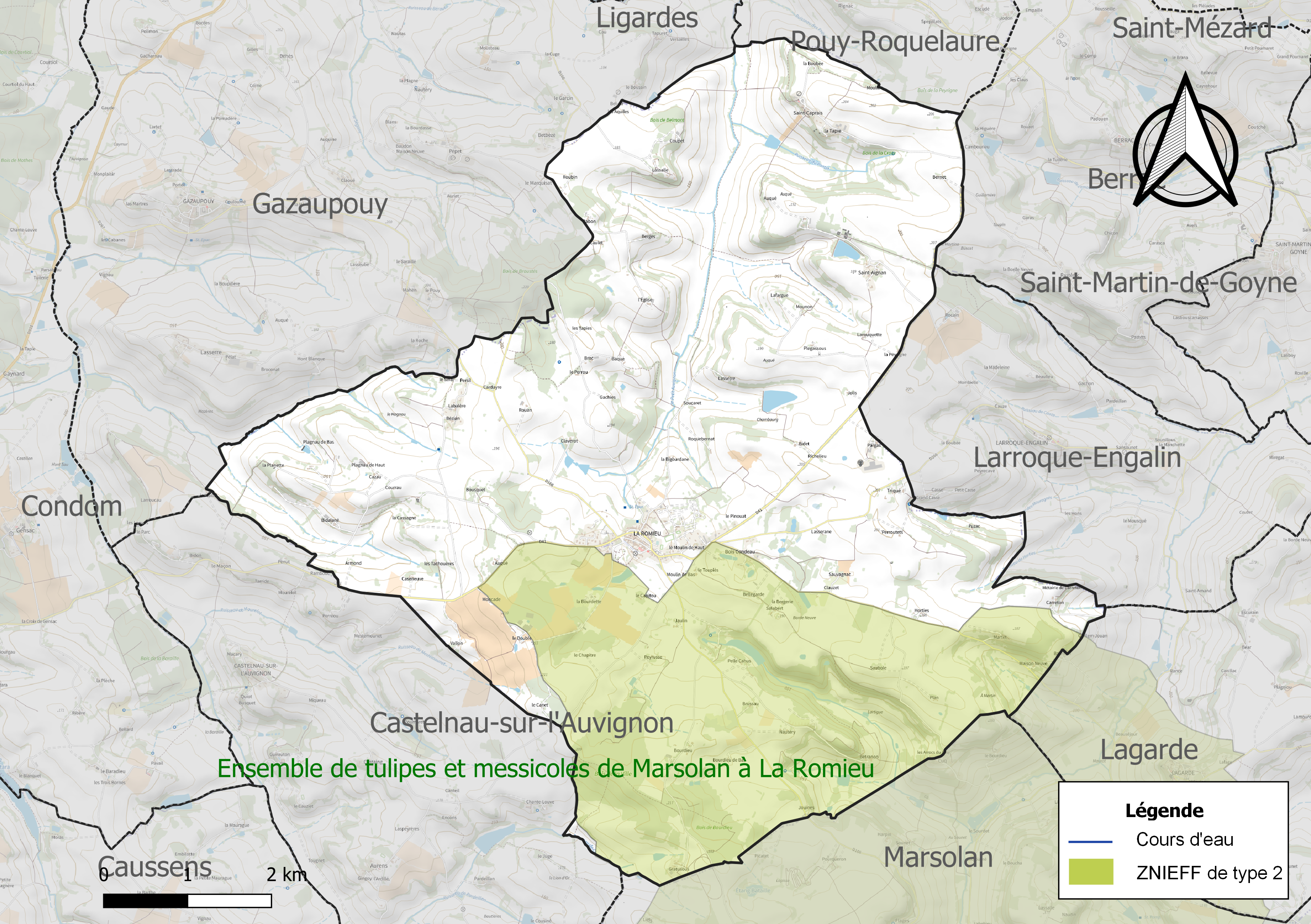
Carte de la ZNIEFF de type 2 sur la commune.

## Urbanisme

### Typologie
Au 1er janvier 2024, La Romieu est catégorisée commune rurale à habitat très dispersé, selon la nouvelle grille communale de densité à sept niveaux définie par l'Insee en 2022.
Elle est située hors unité urbaine et hors attraction des villes,.

### Occupation des sols
L'occupation des sols de la commune, telle qu'elle ressort de la base de données européenne d’occupation biophysique des sols Corine Land Cover (CLC), est marquée par l'importance des territoires agricoles (91,2 % en 2018), en diminution par rapport à 1990 (92,9 %). La répartition détaillée en 2018 est la suivante : 
terres arables (66,9 %), zones agricoles hétérogènes (15,7 %), forêts (7,1 %), prairies (5,9 %), cultures permanentes (2,6 %), zones urbanisées (1,7 %). L'évolution de l’occupation des sols de la commune et de ses infrastructures peut être observée sur les différentes représentations cartographiques du territoire : la carte de Cassini (XVIIIe siècle), la carte d'état-major (1820-1866) et les cartes ou photos aériennes de l'IGN pour la période actuelle (1950 à aujourd'hui).

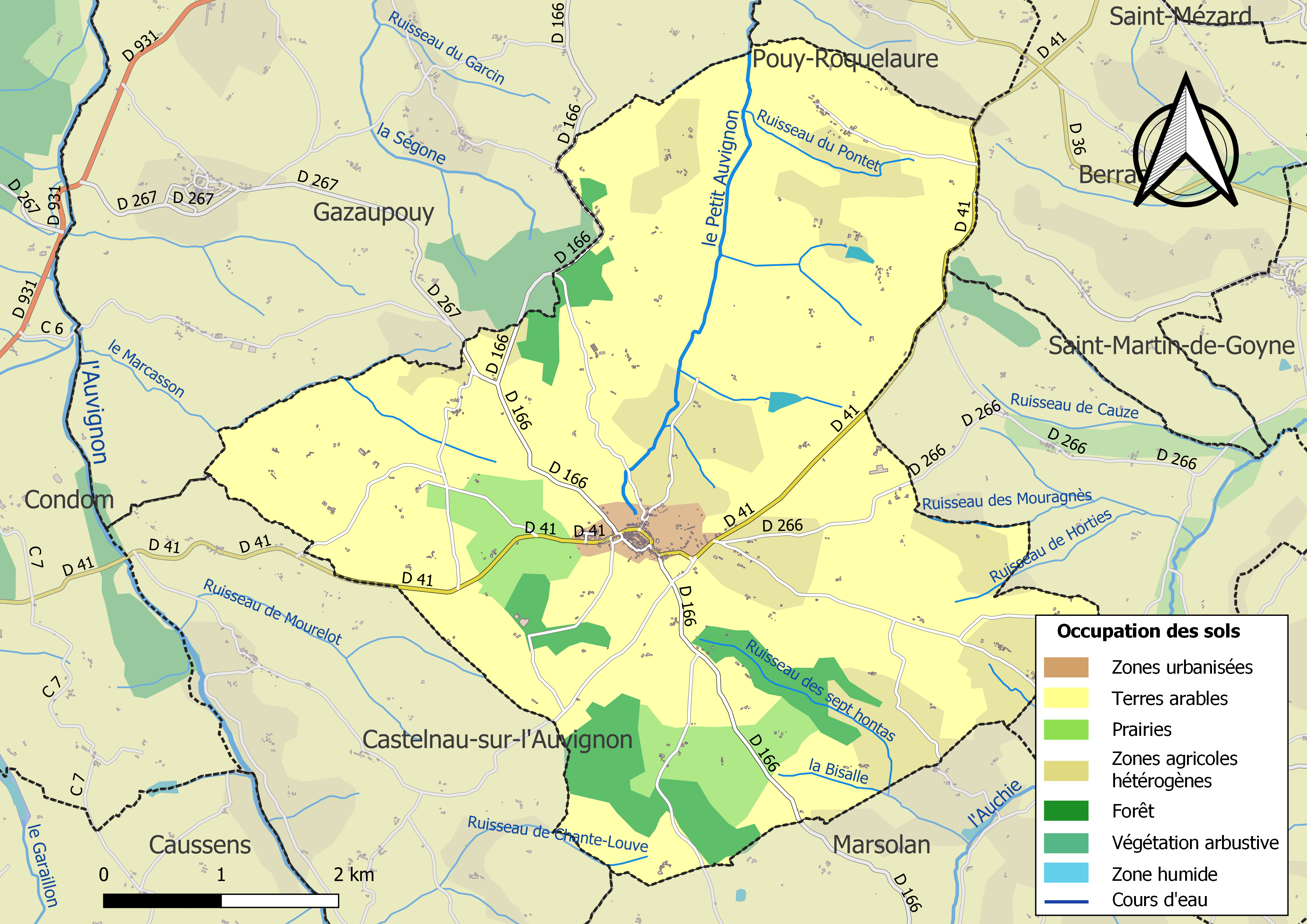
Carte des infrastructures et de l'occupation des sols de la commune en 2018 (CLC).

### Risques majeurs
Le territoire de la commune de La Romieu est vulnérable à différents aléas naturels : météorologiques (tempête, orage, neige, grand froid, canicule ou sécheresse) et séisme (sismicité très faible). Un site publié par le BRGM permet d'évaluer simplement et rapidement les risques d'un bien localisé soit par son adresse soit par le numéro de sa parcelle.

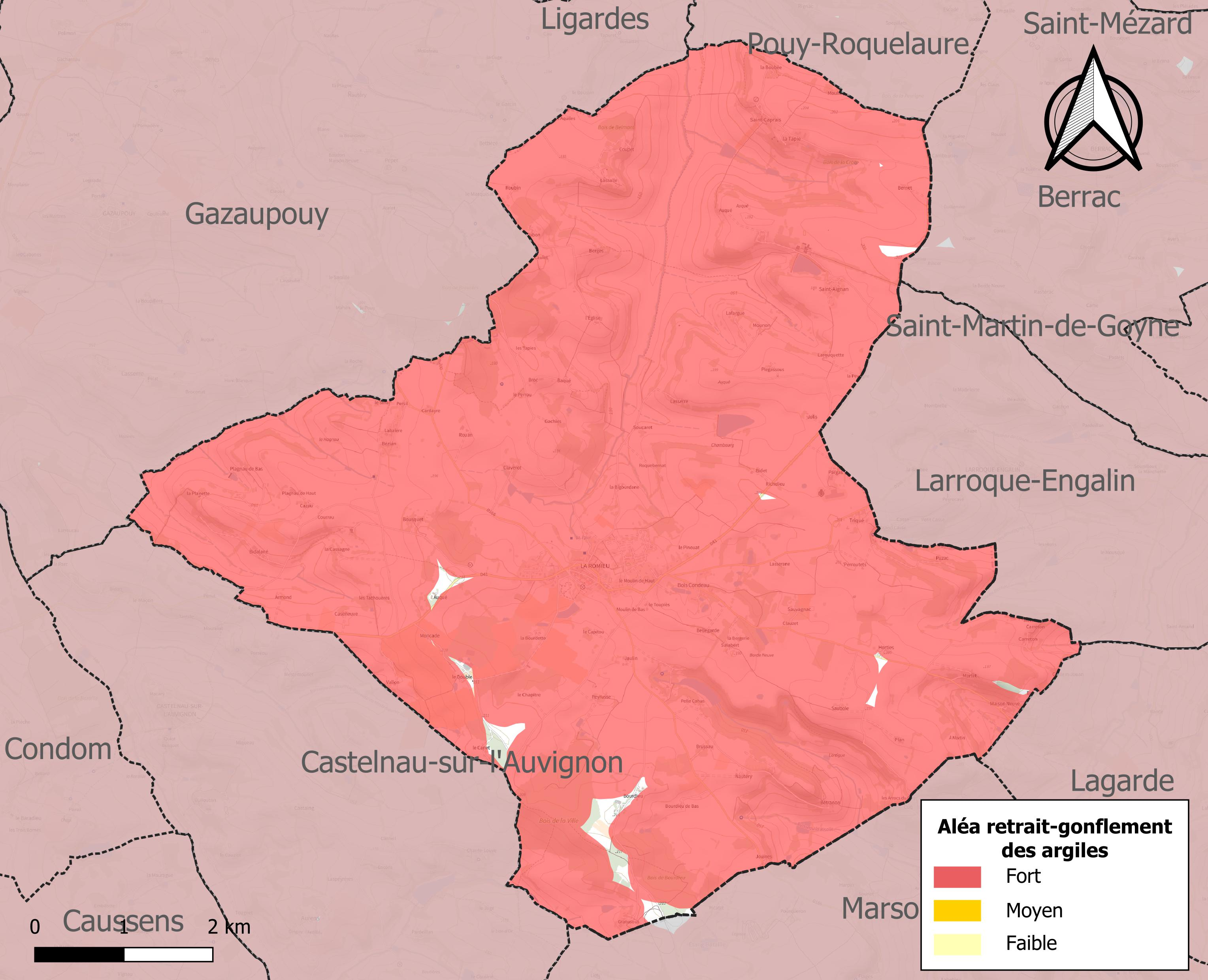
Carte des zones d'aléa retrait-gonflement des sols argileux de La Romieu.

Le retrait-gonflement des sols argileux est susceptible d'engendrer des dommages importants aux bâtiments en cas d’alternance de périodes de sécheresse et de pluie. 98,7 % de la superficie communale est en aléa moyen ou fort (94,5 % au niveau départemental et 48,5 % au niveau national). Sur les 342 bâtiments dénombrés sur la commune en 2019, 339 sont en aléa moyen ou fort, soit 99 %, à comparer aux 93 % au niveau départemental et 54 % au niveau national. Une cartographie de l'exposition du territoire national au retrait gonflement des sols argileux est disponible sur le site du BRGM,.
Par ailleurs, afin de mieux appréhender le risque d’affaissement de terrain, l'inventaire national des cavités souterraines permet de localiser celles situées sur la commune.
La commune a été reconnue en état de catastrophe naturelle au titre des dommages causés par les inondations et coulées de boue survenues en 1999 et 2009. Concernant les mouvements de terrains, la commune a été reconnue en état de catastrophe naturelle au titre des dommages causés par la sécheresse en 1989, 2002, 2003, 2011 et 2017 et par des mouvements de terrain en 1999.

## Toponymie
Un pèlerin allemand nommé Albert y aurait installé son ermitage appelé Larroumieu (pèlerin) à la fin du XIe siècle, et un village s'y forma bientôt sous la protection du vicomte de Lomagne. En 1857, la municipalité, sous l'influence d'érudits locaux, obtint la francisation du nom en celui de La Romieu.
Il comprend les anciennes paroisses de Saint Aignan et Saint Caprais, réunies à la Révolution, et la commune de Belmont, rattachée en 1836. Miramont en est le principal faubourg, avec ceux de Haut et de Bas.

## Le pèlerinage de Compostelle

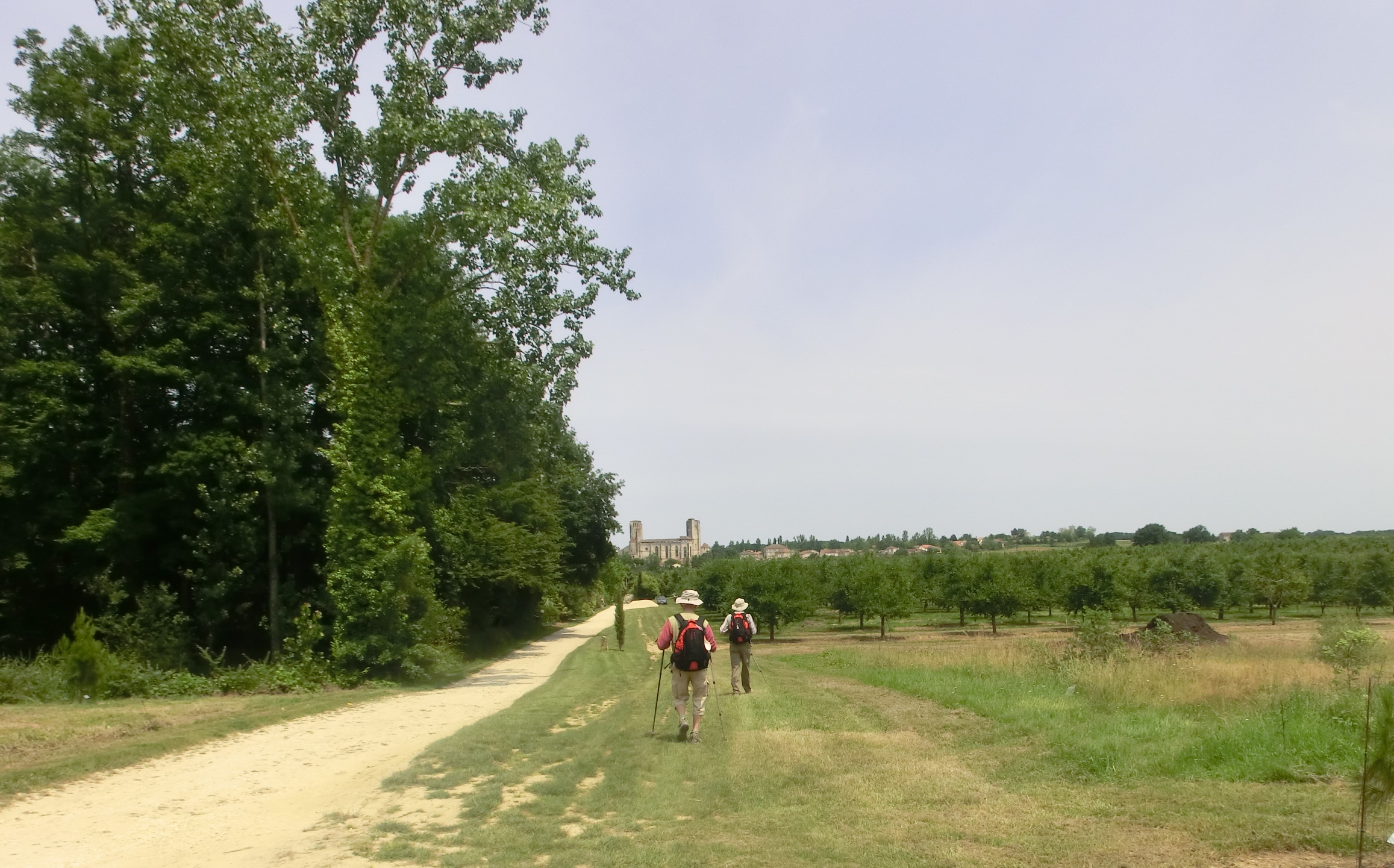
Pèlerins de Compostelle arrivant à La Romieu.

La Romieu est une ville étape européenne sur les chemins de Saint-Jacques-de-Compostelle, située sur la via Podiensis du pèlerinage de Saint-Jacques-de-Compostelle. En 1998, le chemin Lectoure-La Romieu-Condom, soit 33 km, est classé au patrimoine mondial de l'humanité par l'UNESCO.
Les chemins de Rocamadour (GR 652) et du Puy-en-Velay (GR 65) se rejoignent à La Romieu.
Le 25 juillet 2010, une messe a lieu dans la collégiale Saint-Pierre pour l'année jacquaire. La prochaine est prévue pour 2021.
Le 22 septembre 2010 voit l'arrivée à la Romieu de la Vierge Noire de Rocamadour sur les chemins de Saint-Jacques-de-Compostelle.

## Histoire
Le site de La Nautérie, situé sur la commune de La Romieu, documente une série d'occupations humaines au Pléistocène moyen, dans une ancienne grotte qui a par ailleurs été occupée par des ours. La plus ancienne de ces occupations est à ce jour la plus vieille preuve de présence humaine dans le sud-ouest de la France.
Un prieuré bénédictin a été fondé par le moine Albert sur les terres des seigneurs de Firmacon, vicomtes de Lomagne.
Une charte du cartulaire de l'abbaye Saint-Victor de Marseille de 1082 indique que le prieuré est donné à l'abbaye par le moine Albert, Odon, seigneur de Firmacon et sa femme Adélaïde. Cet acte fait de La Romieu une « sauveté » avec une charte de franchise qui place la communauté villageoise sous la protection des seigneurs de Firmacon.
Les co-seigneurs de la ville étaient le seigneur de Firmacon et le prieur du monastère. Les seigneurs de Firmacon y rendaient la justice.
Après le traité d'Amiens, en 1279, qui reprenait les clauses du traité d'Abbeville de 1259 et cédait l'Agenais au roi d'Angleterre, La Romieu entra dans le domaine du roi d'Angleterre. Ils exercèrent un temps le droit de haute et de basse justice mais les vicomtes de Lomagne conservèrent le droit de juger en cas d'homicide et de vol. Puis les droits de justice furent partagés entre les vicomtes de Lomagne et le chapitre de chanoines. La Romieu ne revint définitivement dans le domaine du roi de France qu'après 1453.
Au XIIIe siècle, la ville devint une commune avec des consuls.
La Romieu dépendait du Parlement de Bordeaux, de la sénéchaussée de Gascogne et du diocèse de Condom à partir de 1318.
Arnaud d'Aux, né en 1270 à la Romieu, fut chargé de plusieurs missions diplomatiques par son cousin Bertrand de Got (qui devint le pape Clément V). Il fut promu évêque de Poitiers, puis camérier du pape (ministre des Finances). Il eut la charge du problème des Templiers. En 1312, il devint évêque d'Albano et cardinal. Vers 1312, Arnaud d'Aux a acheté aux consuls et aux habitants de La Romieu un terrain situé contre les fossés de la ville qu'il a fait combler pour en creuser d'autres plus loin. En 1314, le roi Édouard II d'Angleterre en fit son consul privé. C'est à cette époque, c'est-à-dire au faîte de sa gloire, qu'il décida d'établir une fondation religieuse dans son village natal, La Romieu. Pour construire la collégiale, il a racheté le prieuré à l'abbaye Saint-Victor de Marseille. Le 22 décembre 1317, le pape Jean XXII a donné son accord pour cette transaction dans une bulle. Au cours d'une messe dans l'église Notre-Dame-du-Prieuré, en juillet 1318, le cardinal d'Aux annonça le rattachement du prieuré à la collégiale Saint-Pierre. L'acte de fondation de la collégiale date du 30 juillet 1318. Raymond de Galard, évêque de Condom a approuvé la fondation le 2 octobre 1318.
À l'époque médiévale, le village dépendait de l'Angleterre. L'amitié d'Arnaud d'Aux pour Édouard II facilita grandement les choses, d'autant plus que le roi anglais reversait la totalité des impôts collectés localement pour qu'il puisse édifier sa fondation. Elle fut achevée vers 1320. Le cloître fut construit peu après l'église. Arnaud d'Aux est mort en août 1320 à Avignon et son corps a été transporté dans la collégiale où il a été placé dans un enfeu. Le cardinal d'Aux avait prévu dans son testament daté du 20 août 1320 que les descendants mâles de la famille d'Aux devaient porter le titre de Patron du chapitre de la collégiale. Ce titre est resté dans la branche aînée de la famille d'Aux jusqu'en 1790.
En 1569, les protestants commandés par Montgommery prirent la ville et la pillèrent. La collégiale Saint-Pierre et l'église paroissiale Notre-Dame ont été saccagées. Le cloître fut incendié et ses étages partiellement détruits.
Le chapitre de la collégiale disparaît au début de la Révolution. Les villageois choisirent la collégiale comme église paroissiale ce qui a entraîné la démolition de l'église Notre-Dame.
Depuis 1901, la collégiale et son cloître, exceptionnel exemple d'architecture gothique méridionale, sont classés monuments historiques.

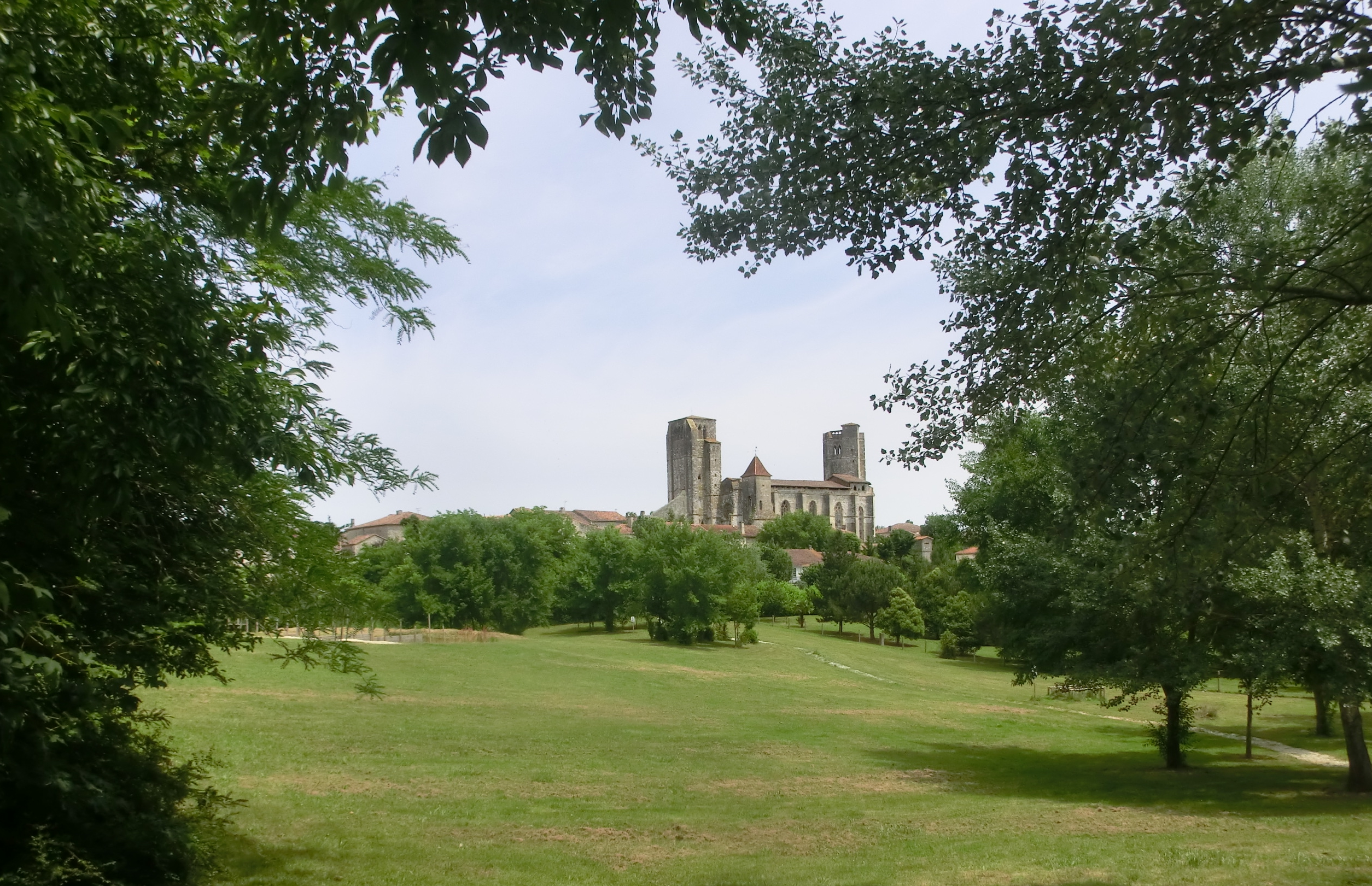
La Collégiale Saint-Pierre.
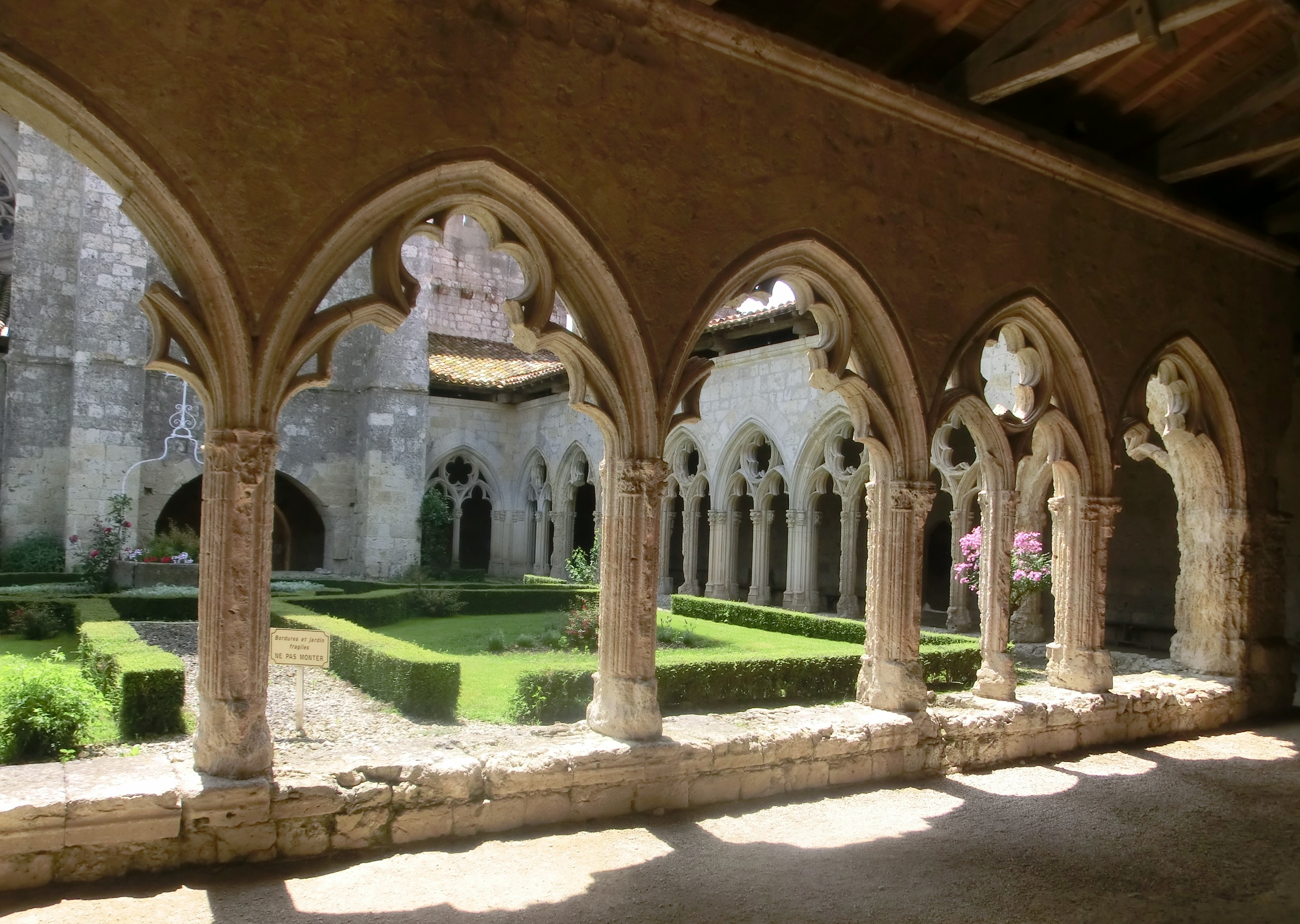
Le cloître de la Collégiale Saint-Pierre.
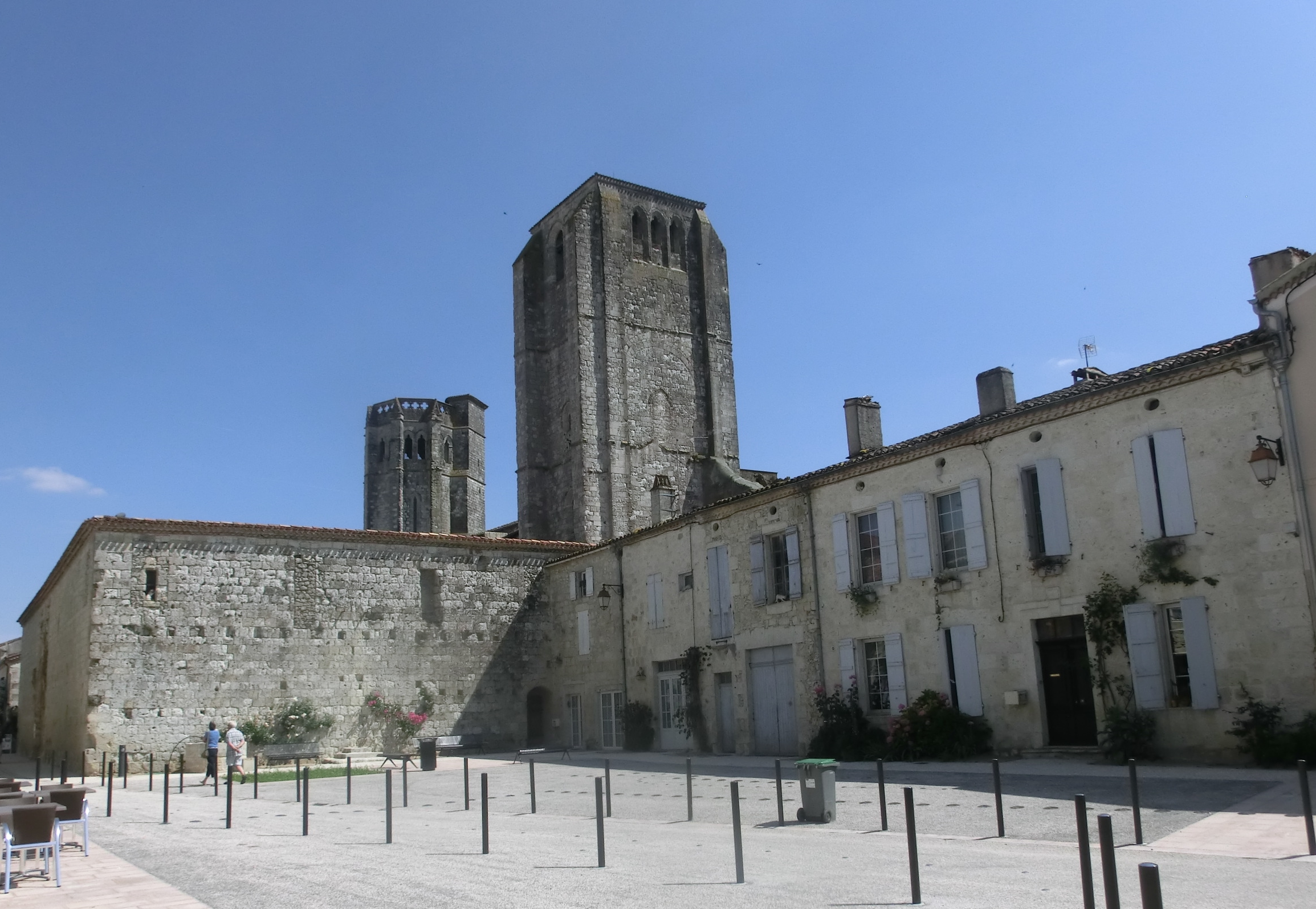
La place de la Collégiale Saint-Pierre.

## Héraldique
| Blason | Blasonnement : De gueules aux deux tours d'argent maçonnées de sable, ouvertes et ajourées du champ, rangées en fasce, accompagnées de trois étoiles d'or, ordonnées deux en chef et une en abîme, d'une étoile de six rais du même en chef et d'une lettre A capitale aussi d'argent en pointe. Commentaires : Le Blason, qui était celui du chapitre de la Collégiale, représente les étoiles de Compostelle ainsi que la molette de Notre-Dame de la Romieu, les tours de la Collégiale de la Romieu et la première lettre de la famille "Aux", fondatrice de la commune. Ce blason est celui de la ville depuis la Révolution Francaise. |

## Politique et administration

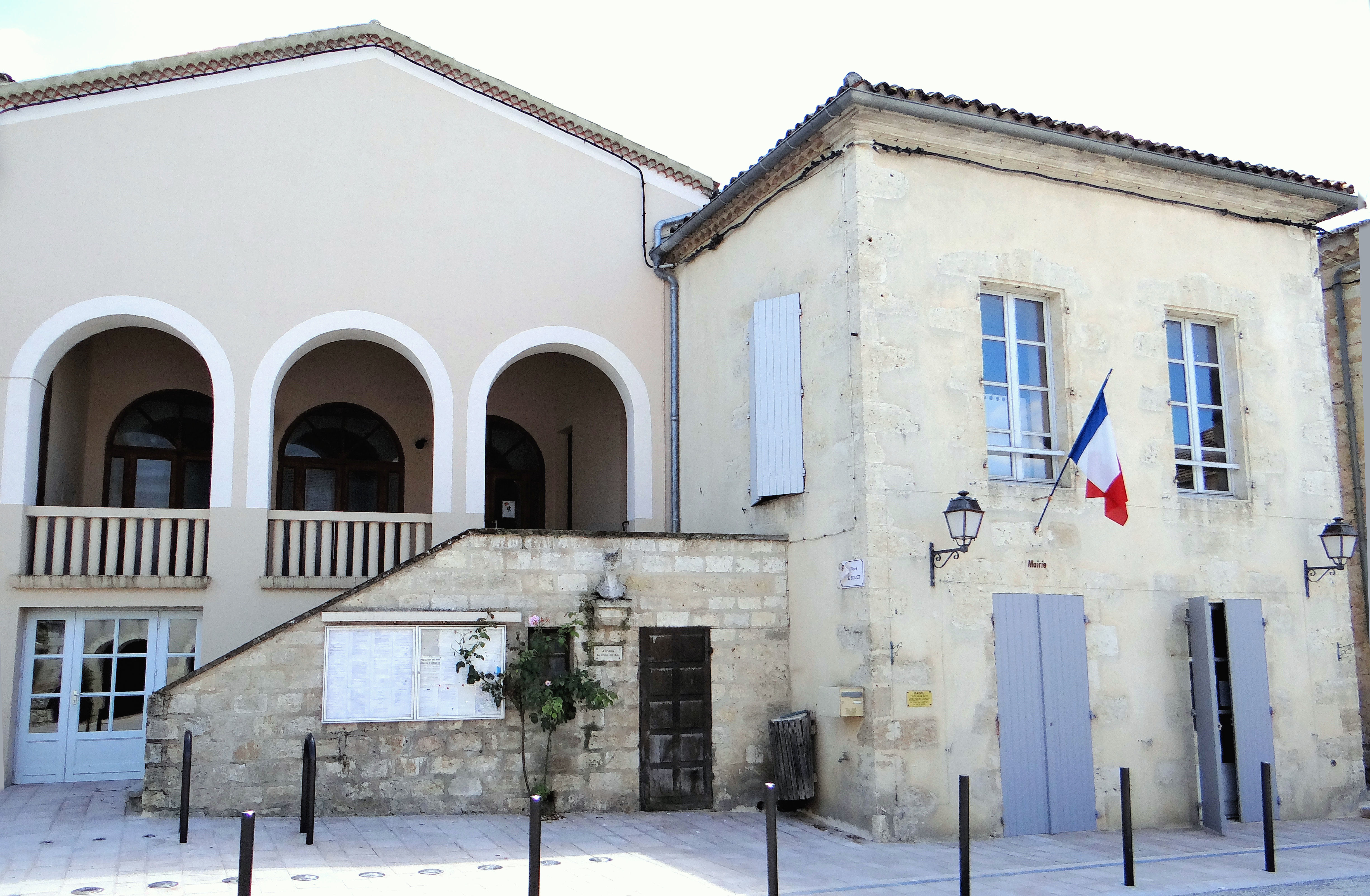
La mairie de La Romieu.

| Période                                  | Période   | Identité           | Étiquette | Qualité |
| ---------------------------------------- | --------- | ------------------ | --------- | ------- |
| mars 2001                                | mars 2008 | Raymond Sourbe     |           |         |
| mars 2008                                | mai 2020  | Denis Delous       |           |         |
| mai 2020                                 | En cours  | Thierry Cambournac |           |         |
| Les données manquantes sont à compléter. |           |                    |           |         |

## Démographie
| 1793  | 1800  | 1806  | 1821  | 1831  | 1841  | 1846  | 1851  | 1856  |
| ----- | ----- | ----- | ----- | ----- | ----- | ----- | ----- | ----- |
| 1 584 | 1 248 | 1 278 | 1 259 | 1 262 | 1 390 | 1 360 | 1 355 | 1 333 |

| 1861  | 1866  | 1872  | 1876  | 1881  | 1886  | 1891  | 1896  | 1901  |
| ----- | ----- | ----- | ----- | ----- | ----- | ----- | ----- | ----- |
| 1 378 | 1 297 | 1 200 | 1 206 | 1 212 | 1 205 | 1 110 | 1 052 | 1 007 |

| 1906 | 1911 | 1921 | 1926 | 1931 | 1936 | 1946 | 1954 | 1962 |
| ---- | ---- | ---- | ---- | ---- | ---- | ---- | ---- | ---- |
| 956  | 941  | 811  | 815  | 824  | 790  | 744  | 748  | 688  |

| 1968 | 1975 | 1982 | 1990 | 1999 | 2006 | 2007 | 2012 | 2017 |
| ---- | ---- | ---- | ---- | ---- | ---- | ---- | ---- | ---- |
| 644  | 535  | 547  | 528  | 532  | 538  | 539  | 573  | 575  |

| 2022 | - | - | - | - | - | - | - | - |
| ---- | - | - | - | - | - | - | - | - |
| 547  | - | - | - | - | - | - | - | - |

## Économie

### Revenus
En 2018  (données Insee publiées en septembre 2021), la commune compte 236 ménages fiscaux, regroupant 516 personnes. La médiane du revenu disponible par unité de consommation est de 20 690 € (20 820 € dans le département).

### Emploi
|                | 2008  | 2013  | 2018  |
| -------------- | ----- | ----- | ----- |
| Commune        | 4,4 % | 3,5 % | 8,2 % |
| Département    | 6,1 % | 7,5 % | 8,2 % |
| France entière | 8,3 % | 10 %  | 10 %  |

En 2018, la population âgée de 15 à 64 ans s'élève à 314 personnes, parmi lesquelles on compte 70,9 % d'actifs (62,7 % ayant un emploi et 8,2 % de chômeurs) et 29,1 % d'inactifs,. En  2018, le taux de chômage communal (au sens du recensement) des 15-64 ans est supérieur à celui du département, mais inférieur à celui de la France, alors qu'il était inférieur à celui du département et de la France en 2008.
La commune est hors attraction des villes,. Elle compte 145 emplois en 2018, contre 129 en 2013 et 128 en 2008. Le nombre d'actifs ayant un emploi résidant dans la commune est de 205, soit un indicateur de concentration d'emploi de 70,9 % et un taux d'activité parmi les 15 ans ou plus de 44,8 %.
Sur ces 205 actifs de 15 ans ou plus ayant un emploi, 97 travaillent dans la commune, soit 47 % des habitants. Pour se rendre au travail, 70,9 % des habitants utilisent un véhicule personnel ou de fonction à quatre roues, 1,4 % les transports en commun, 9,2 % s'y rendent en deux-roues, à vélo ou à pied et 18,5 % n'ont pas besoin de transport (travail au domicile).

### Activités hors agriculture
62 établissements sont implantés  à la Romieu au 31 décembre 2019. Le tableau ci-dessous en détaille le nombre par secteur d'activité et compare les ratios avec ceux du département,.
| Secteur d'activité                                                                                        | Commune | Commune | Département |
| Secteur d'activité                                                                                        | Nombre  | %       | %           |
| --- | ------- | ------- | ----------- |
| Ensemble                                                                                                  | 62      |         |             |
| Industrie manufacturière, industries extractives et autres                                                | 16      | 25,8 %  | (12,3 %)    |
| Construction                                                                                              | 7       | 11,3 %  | (14,6 %)    |
| Commerce de gros et de détail, transports, hébergement et restauration                                    | 12      | 19,4 %  | (27,7 %)    |
| Activités immobilières                                                                                    | 2       | 3,2 %   | (5,2 %)     |
| Activités spécialisées, scientifiques et techniques et activités de services administratifs et de soutien | 9       | 14,5 %  | (14,4 %)    |
| Administration publique, enseignement, santé humaine et action sociale                                    | 12      | 19,4 %  | (12,3 %)    |
| Autres activités de services                                                                              | 4       | 6,5 %   | (8,3 %)     |

Le secteur de l'industrie manufacturière, des industries extractives et autres est prépondérant sur la commune puisqu'il représente 25,8 % du nombre total d'établissements de la commune (16 sur les 62 entreprises implantées  à la La Romieu), contre 12,3 % au niveau départemental.

### Agriculture
La commune est dans le Ténarèze, une petite région agricole occupant le centre du département du Gers, faisant transition entre lʼAstarac “pyrénéen”, dont elle est originaire et dont elle prolonge et atténue le modelé, et la Gascogne garonnaise dont elle annonce le paysage. En 2020, l'orientation technico-économique de l'agriculture  sur la commune est la polyculture et/ou le polyélevage.
|               | 1988  | 2000  | 2010  | 2020  |
| ------------- | ----- | ----- | ----- | ----- |
| Exploitations | 66    | 41    | 38    | 26    |
| SAU (ha)      | 2 359 | 2 229 | 2 421 | 2 027 |

Le nombre d'exploitations agricoles en activité et ayant leur siège dans la commune est passé de 66 lors du recensement agricole de 1988  à 41 en 2000 puis à 38 en 2010 et enfin à 26 en 2020, soit une baisse de 61 % en 32 ans. Le même mouvement est observé à l'échelle du département qui a perdu pendant cette période 51 % de ses exploitations,. La surface agricole utilisée sur la commune a également diminué, passant de 2 359 ha en 1988 à 2 027 ha en 2020. Parallèlement la surface agricole utilisée moyenne par exploitation a augmenté, passant de 36 à 78 ha.

## Culture locale et patrimoine
Le village fait partie de l'association « Les Plus Beaux Villages de France ».

### Lieux et monuments

#### Édifices religieux

##### Collégiale Saint-Pierre de La Romieu

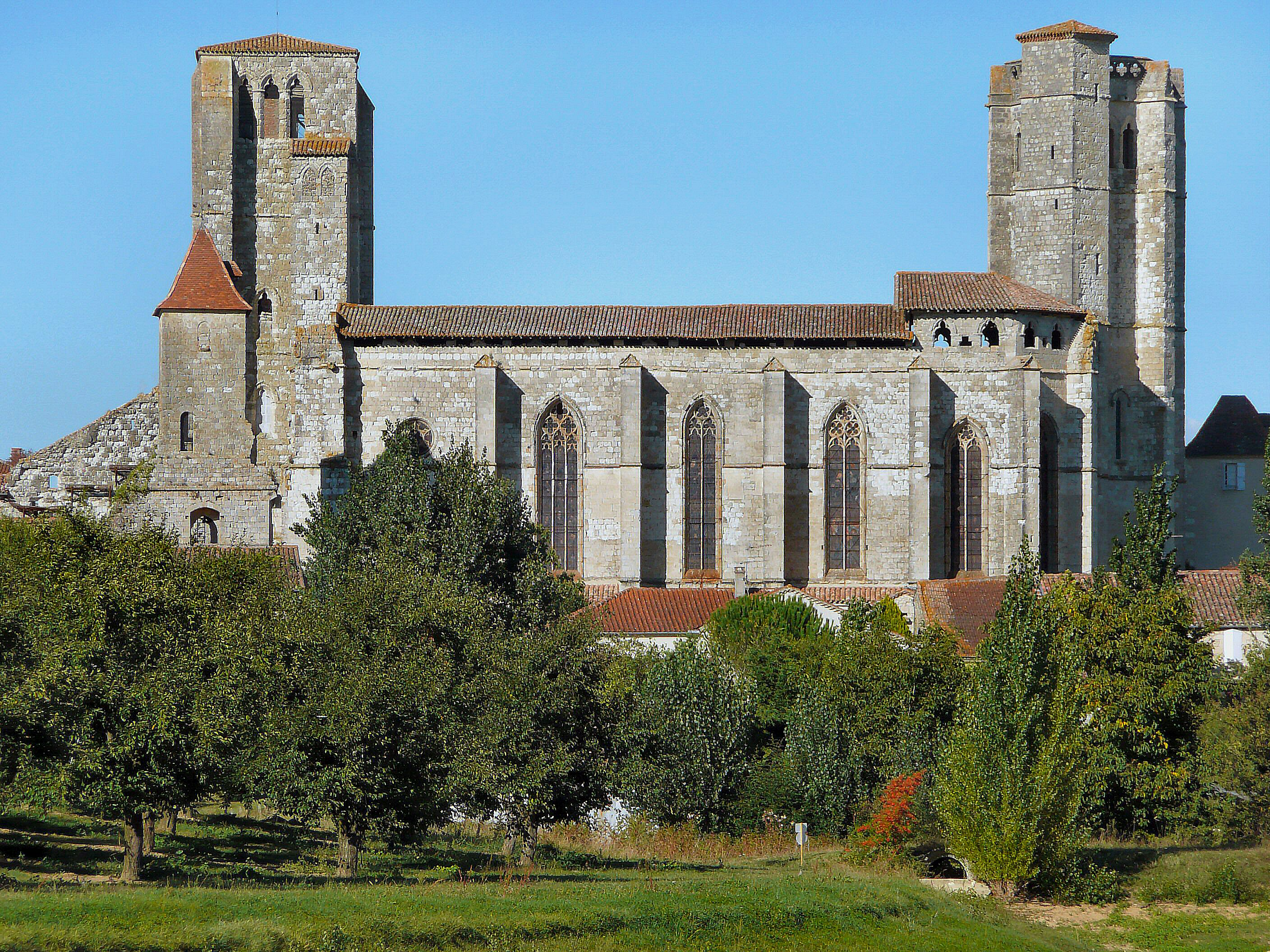
Collégiale Saint-Pierre.

Influencée à la fois par le gothique méridional et l'art du Nord, la collégiale se signale par son vaisseau unique de quatre travées, long de 36 mètres, haut de 15 mètres et étroit de 9 mètres et qui s'achève par une abside polygonale. Elle se caractérise par sa voûte gothique et abside à pans coupés. Dans le chœur, on trouve les tombeaux du prélat et de ses neveux, profanés à la Réforme, banalement refaits,.
L'église et le cloître sont classés au titre des Monuments historiques par arrêté du 26 octobre 1901.
Une tour octogonale s'appuie sur le côté oriental de l'abside. Composée de trois salles voûtées (une par niveau) et cent-soixante-huit marches, elle s'achève sur une pièce très ajourée au sommet. Le rez-de-chaussée sert de sacristie ornée de peintures du XIVe siècle (seize anges chanteurs ou musiciens escortés de la famille d'Aux). Elle possède un clocher de 33 mètres.
Au nord de l'église, dont il jouxte les deux premières travées extérieures, le cloître carré à quatre galeries de huit arcades gothiques géminées est une œuvre majestueuse, bâti probablement au XIVe siècle. En dépit de restaurations maladroites, on distingue encore quelques traces d'un très riche décor sculpté de feuilles de chêne, de vigne et de lierre mêlées à des figures humaines et animales. Du cloître, une arcade à mâchicoulis conduit à l'église. Il soutenait l'étage disparu des bâtiments conventuels.
- L'ancien couvent des religieuses franciscaines de Montpellier jusqu'à l'après guerre, qui est ensuite devenu le couvent des religieuses de la Providence, est aujourd'hui l'accueil des pèlerins de Saint-Jacques-de-Compostelle, géré par une association privée. C'est une œuvre des vicomtes de Saint-Gresse-de-Merens pour la mémoire du vicomte mort en 1870 à Paris.

Parmi les autres édifices religieux, on trouve :
- la chapelle du hameau de Saint-Caprais à 5 km de la Romieu ;
- la chapelle Saint-Jean-De-Rouède (qui ne se visite pas) ;
- l'église Saint-Caprais ;
- l'ancien hôpital Saint-Jacques devenu couvent des clarisses (propriété privée) ;
- la croix dite de Sainte-Lucie avec l'emplacement de la relique réalisée en pierre, située à l'arrivée du chemin de Rocamadour.
- les ruines de la chapelle de l'église (Belmont).

Édifices civils
Le village de La Romieu comporte plusieurs bâtiments intéressants :
 (juillet 2010).

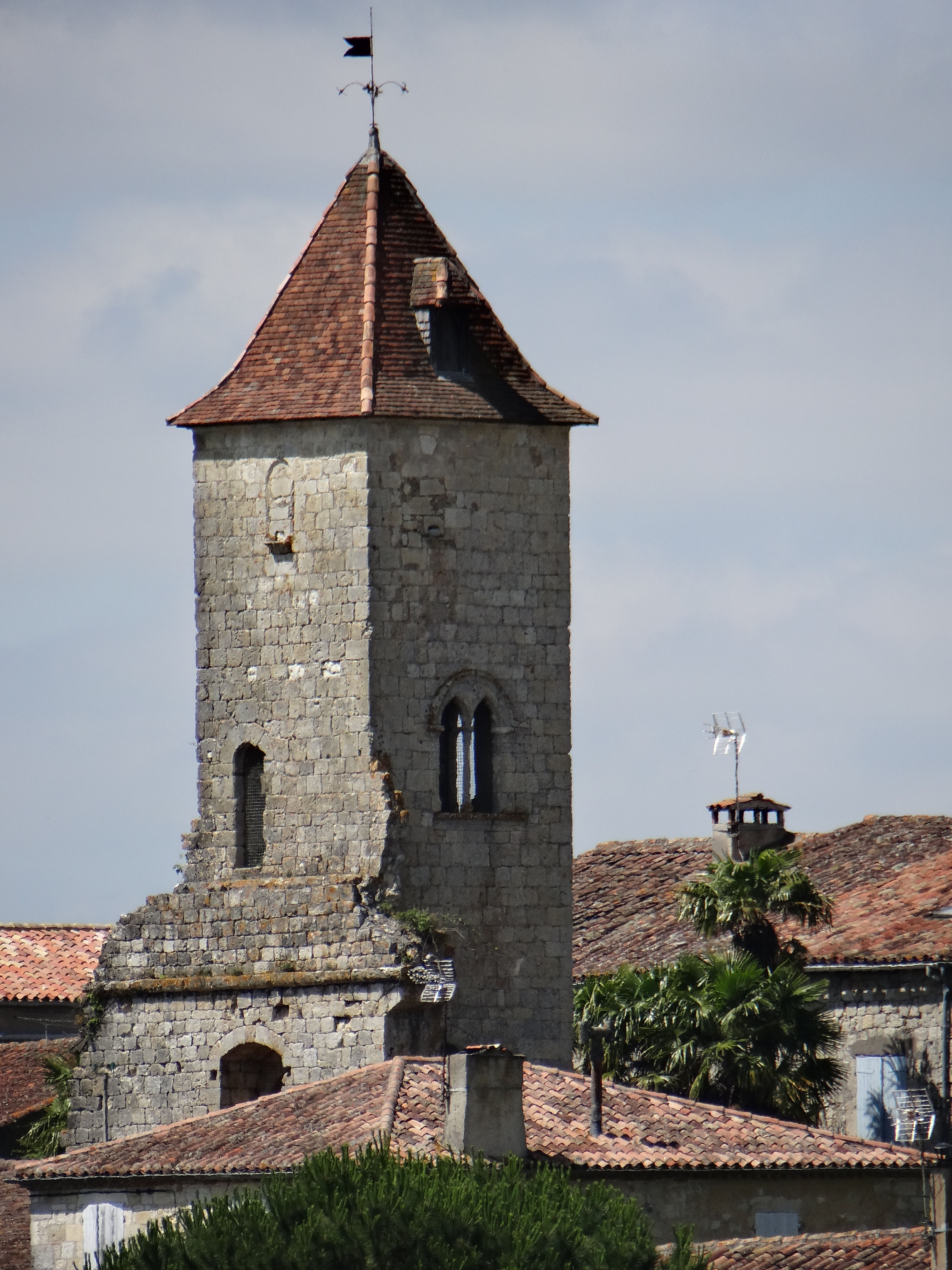
Tour du cardinal d'Aux.

- La Tour du Cardinal d'Aux est classée au titre des monuments historiques en 1928[41]. C'est, avec un morceau de mur d'enceinte, le seul élément subsistant du palais cardinalice que s'était fait construire le cardinal d'Aux au sud-ouest de la collégiale. L'entrée occidentale du Palais se trouvait rue du Puits.
- La Porte du Château de Madirac : Construit en 1582 par Bernard du Bousquet, magistrat de Condom, deux atlantes encadrent la porte du château de Madirac ; une inscription en latin résume les circonstances de la construction. Ce château est inscrit au titre des Monuments historiques par arrêté du 28 avril 1964[42] ;
- le château de Saint-Aignan, berceau de la famille de Saint Gresse de Merens, avec son allée de cèdres classée monument Historique (propriété privée) ;
- l'ancien hôpital de la famille de Galard de Terraube, qui est devenu au XVIIIe siècle la gendarmerie nationale.
- le lavoir de la Fontaine, ancien site romain avec sa source et son ancien lavoir gothique.

Patrimoine environnemental
- les grottes de Broutés ;
- les grottes de Cavet blanc ;
- les grottes de Sinaie ;
- la grotte de Mathurin ;
- la source de Sept Hountas.

Légende des chats
Plusieurs sculptures représentant des chats figurent autour de la place. Elles sont l’œuvre d’un sculpteur animalier d’origine orléanaise, Maurice Serreau, qui s’était installé à La Romieu pour sa retraite. Au début des années 1990, il commence à sculpter des chats, qu’il offre à divers commerçants de la commune. Il explique ensuite avoir été inspiré par une légende selon laquelle une jeune orpheline, Angéline, aurait sauvé un couple de chats lors d’une terrible famine, où la population avait dû se résoudre à manger tous les chats. La prospérité revenue, les récoltes étaient dévorées par les rats et souris qui avaient proliféré. C’est alors qu’Angéline libéra les chats issus du couple qu’elle avait enfermé, et elle sauva le village d’une nouvelle famine. Elle finit par ressembler elle-même à un chat. Cette légende est une création contemporaine de toutes pièces, car elle n’est attestée par aucun document antérieur à la fin du XXe siècle, mais elle connaît un grand succès auprès des visiteurs.

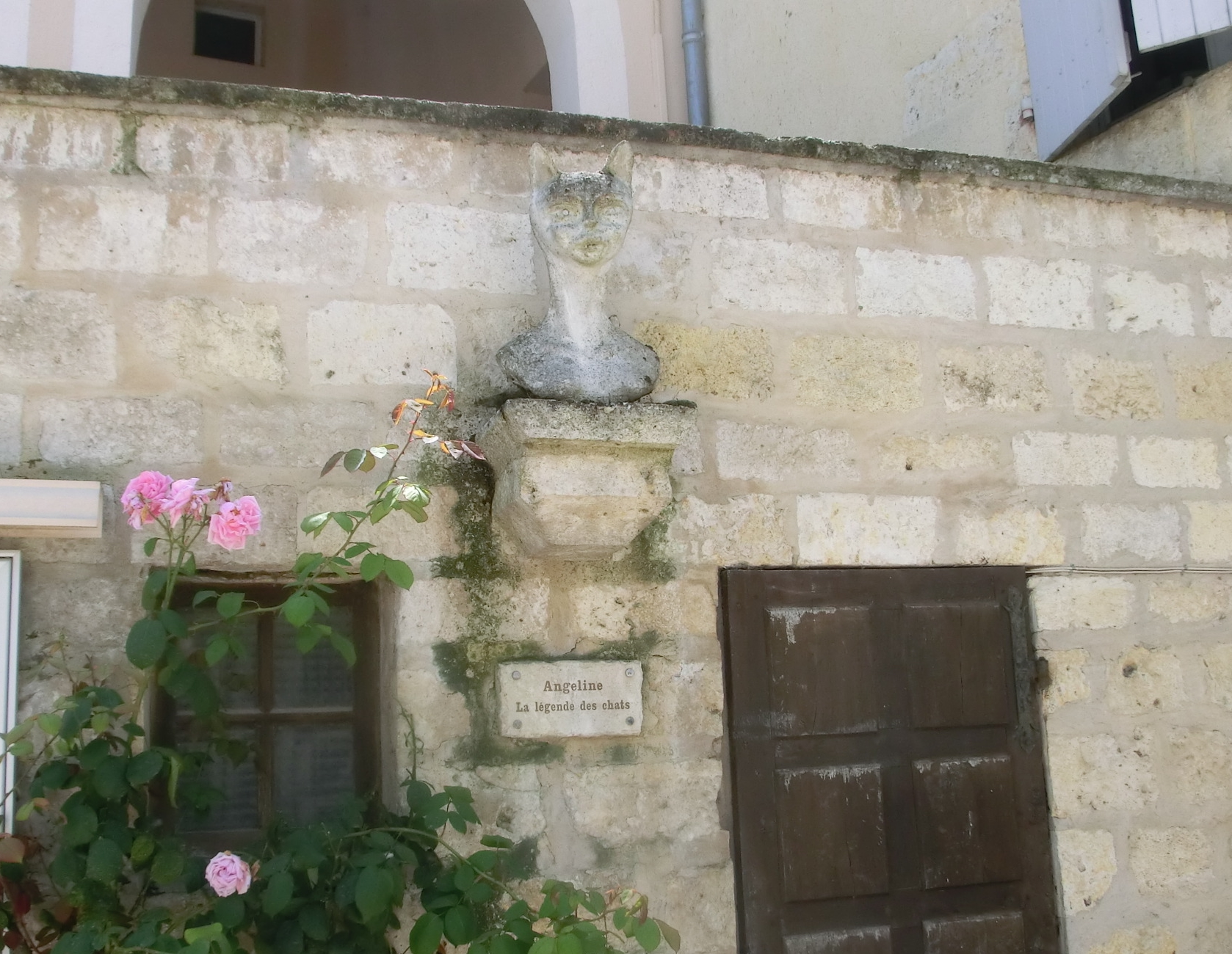
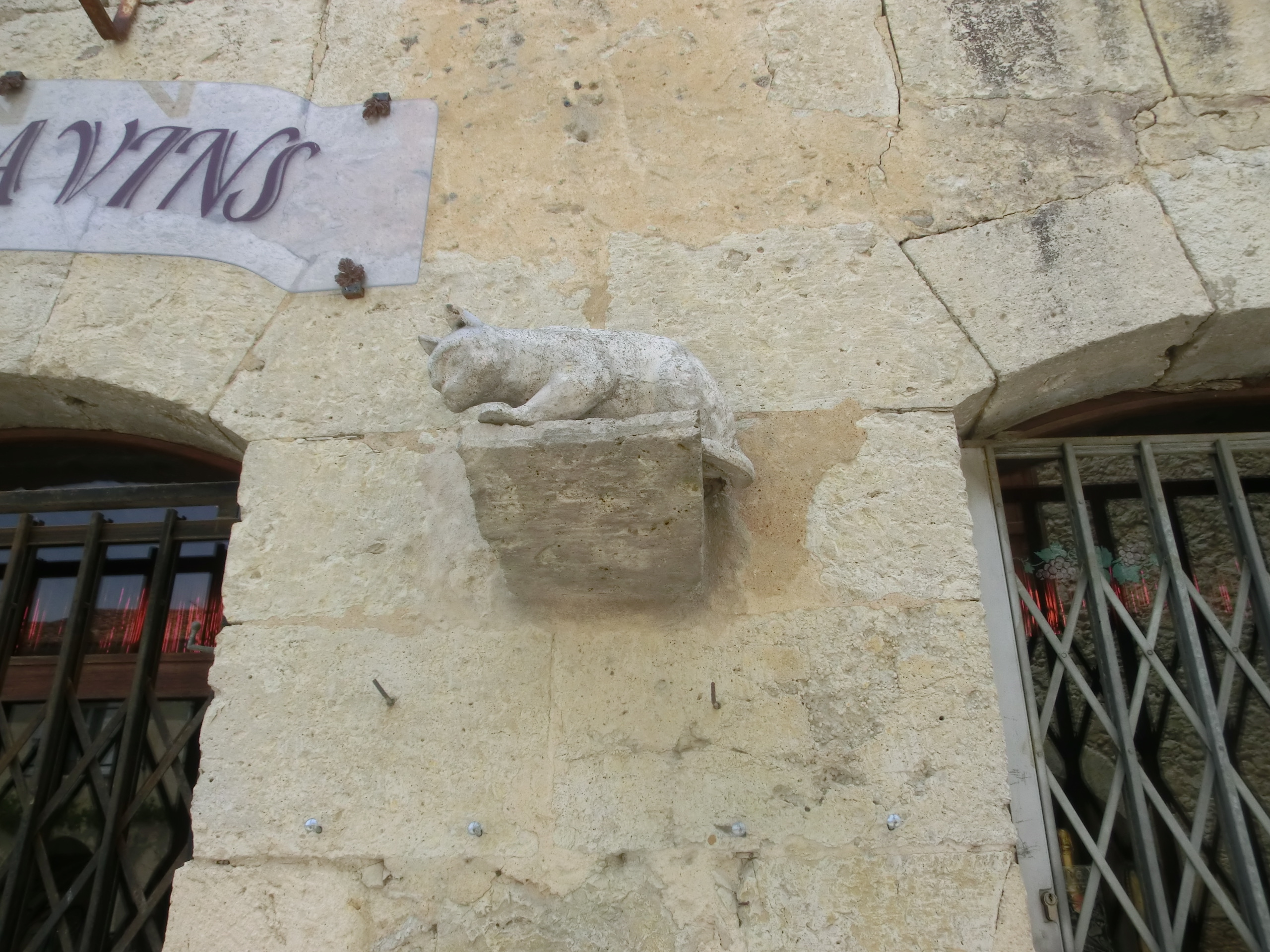
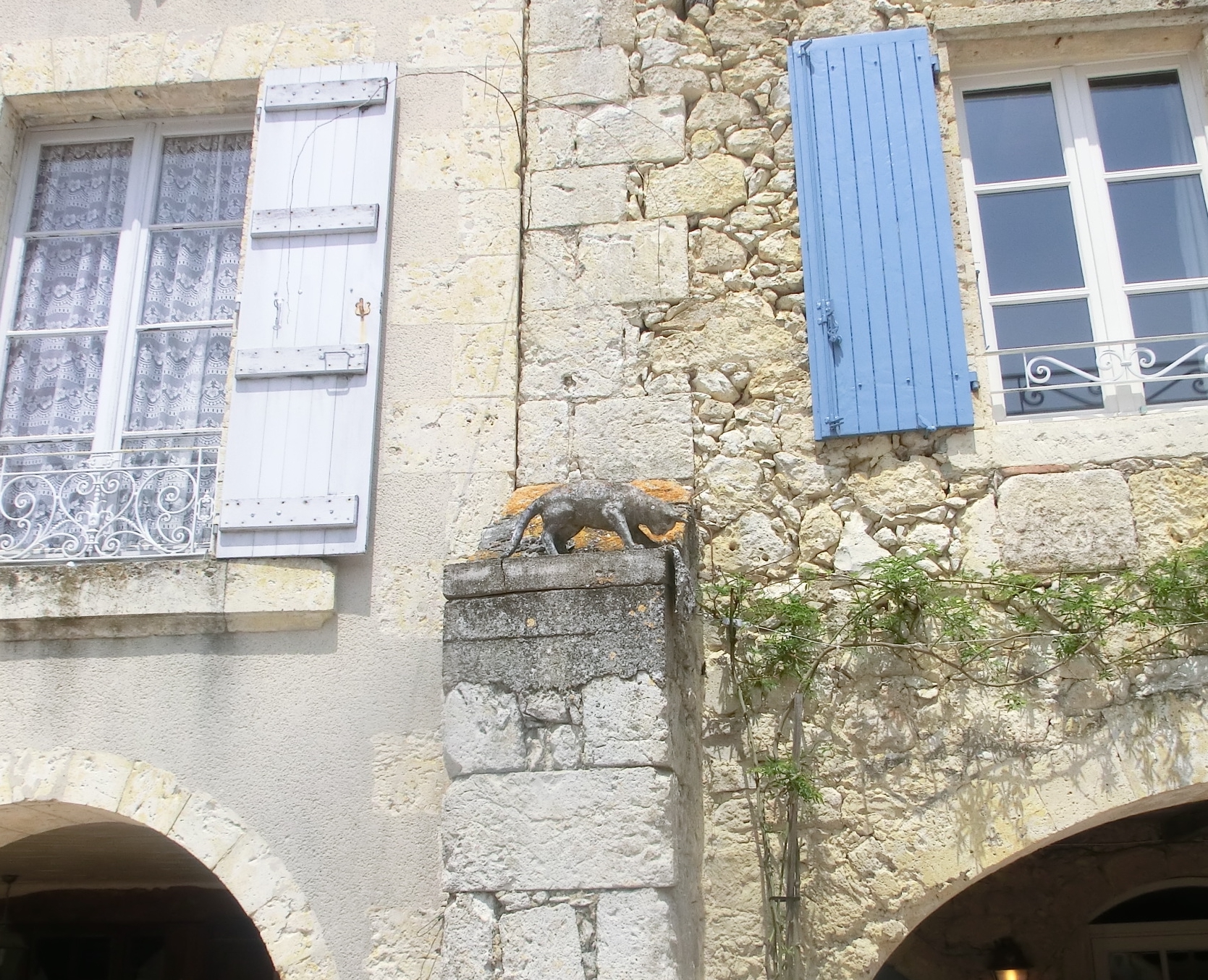
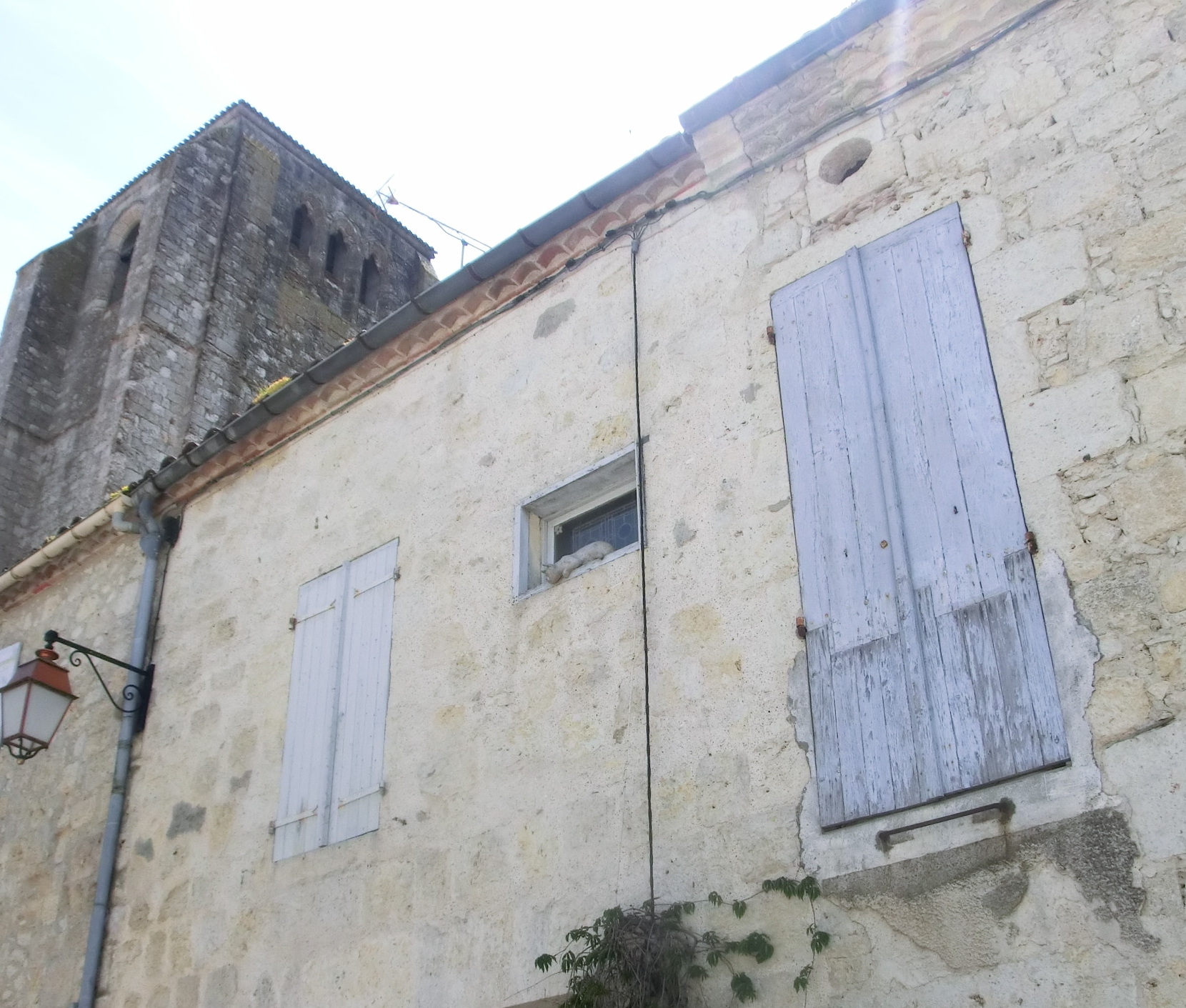
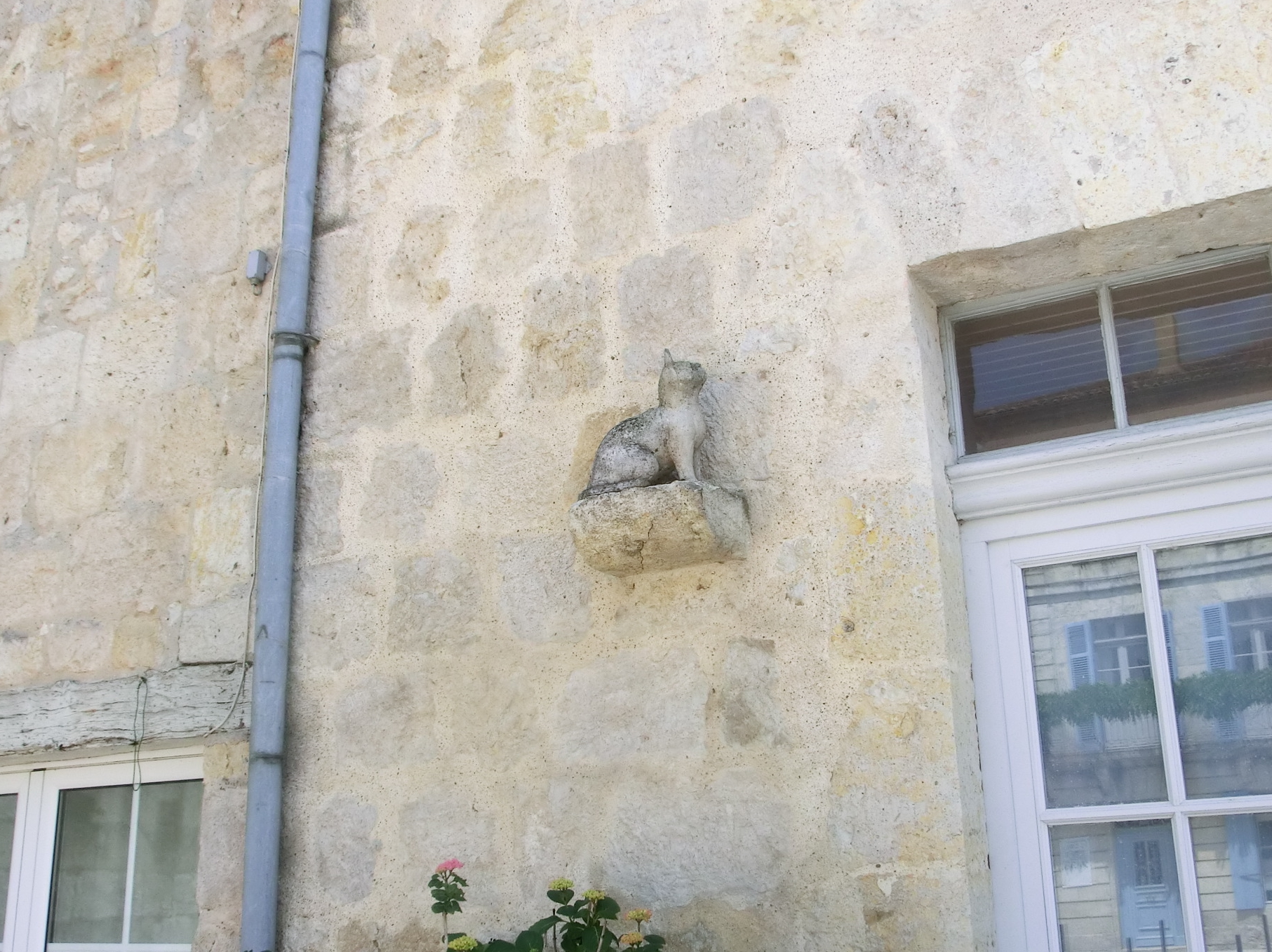
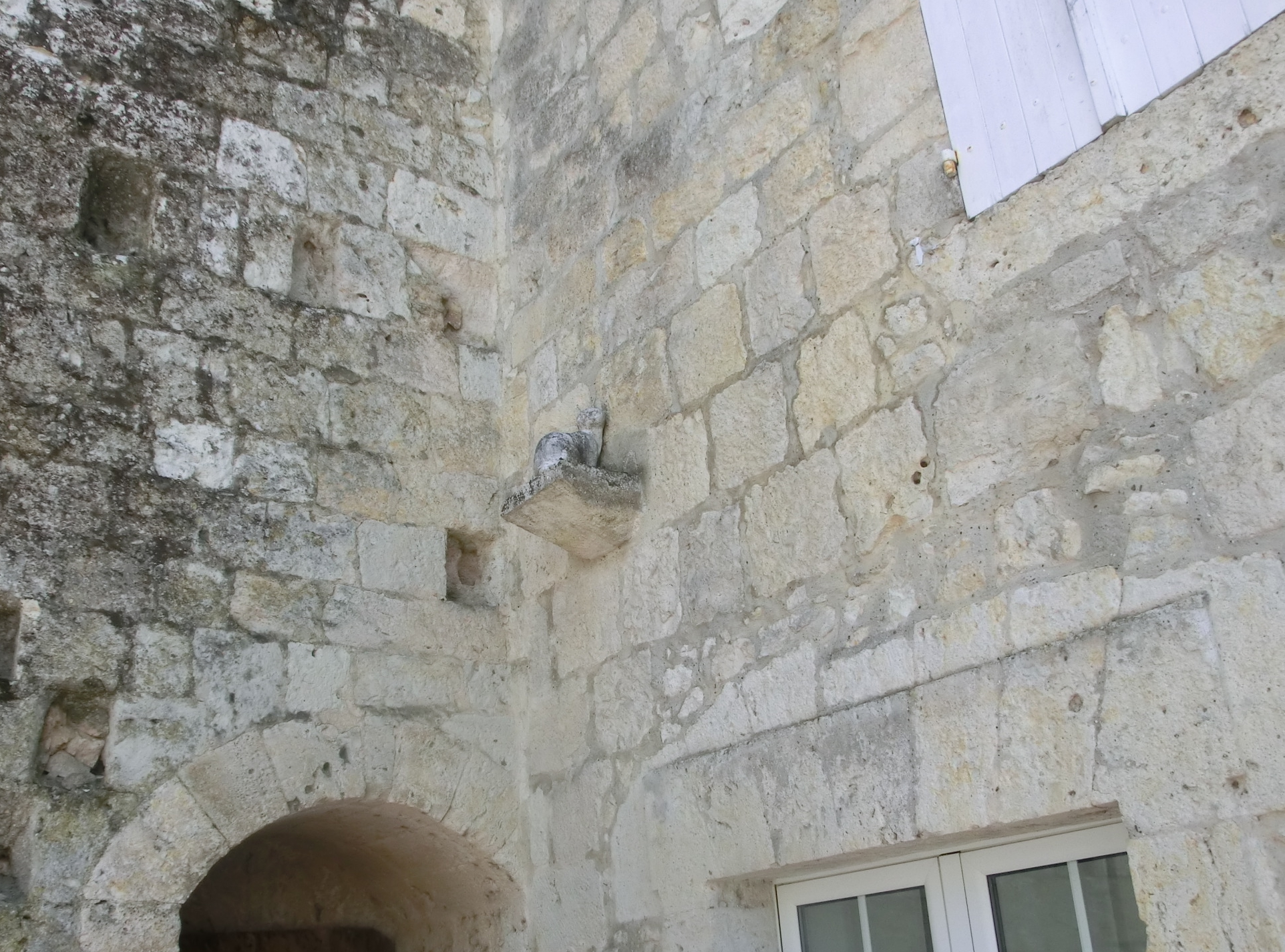
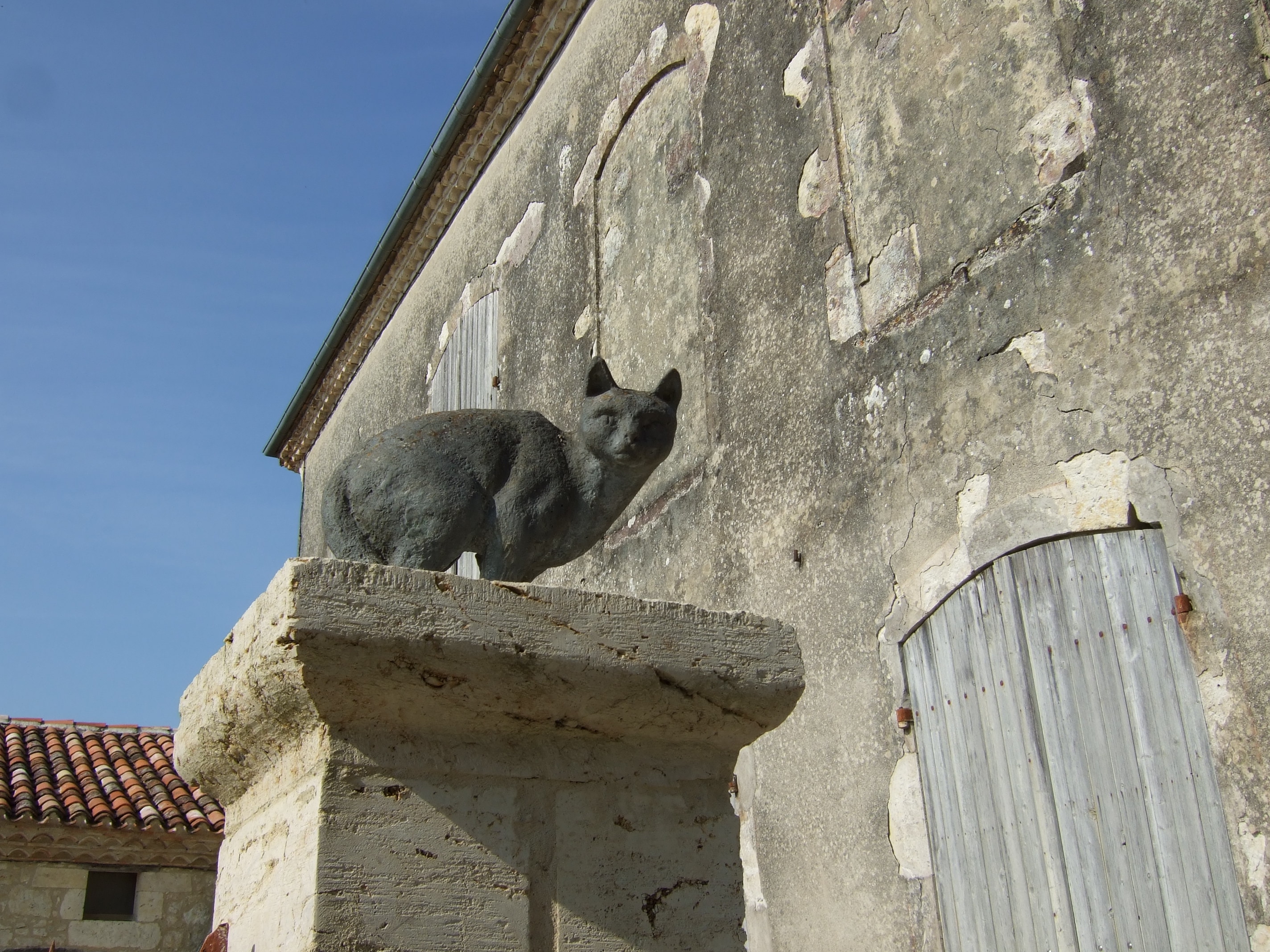
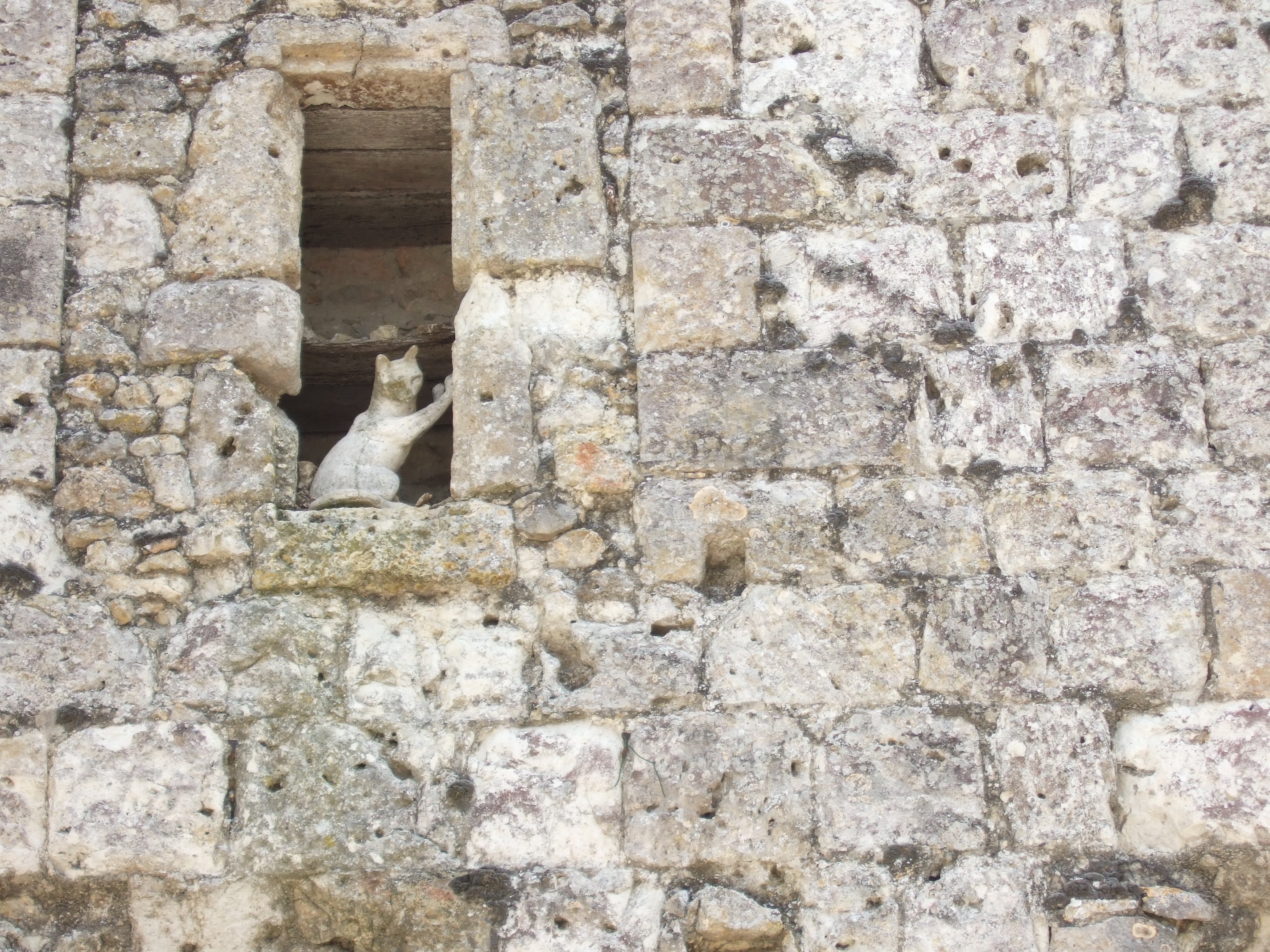
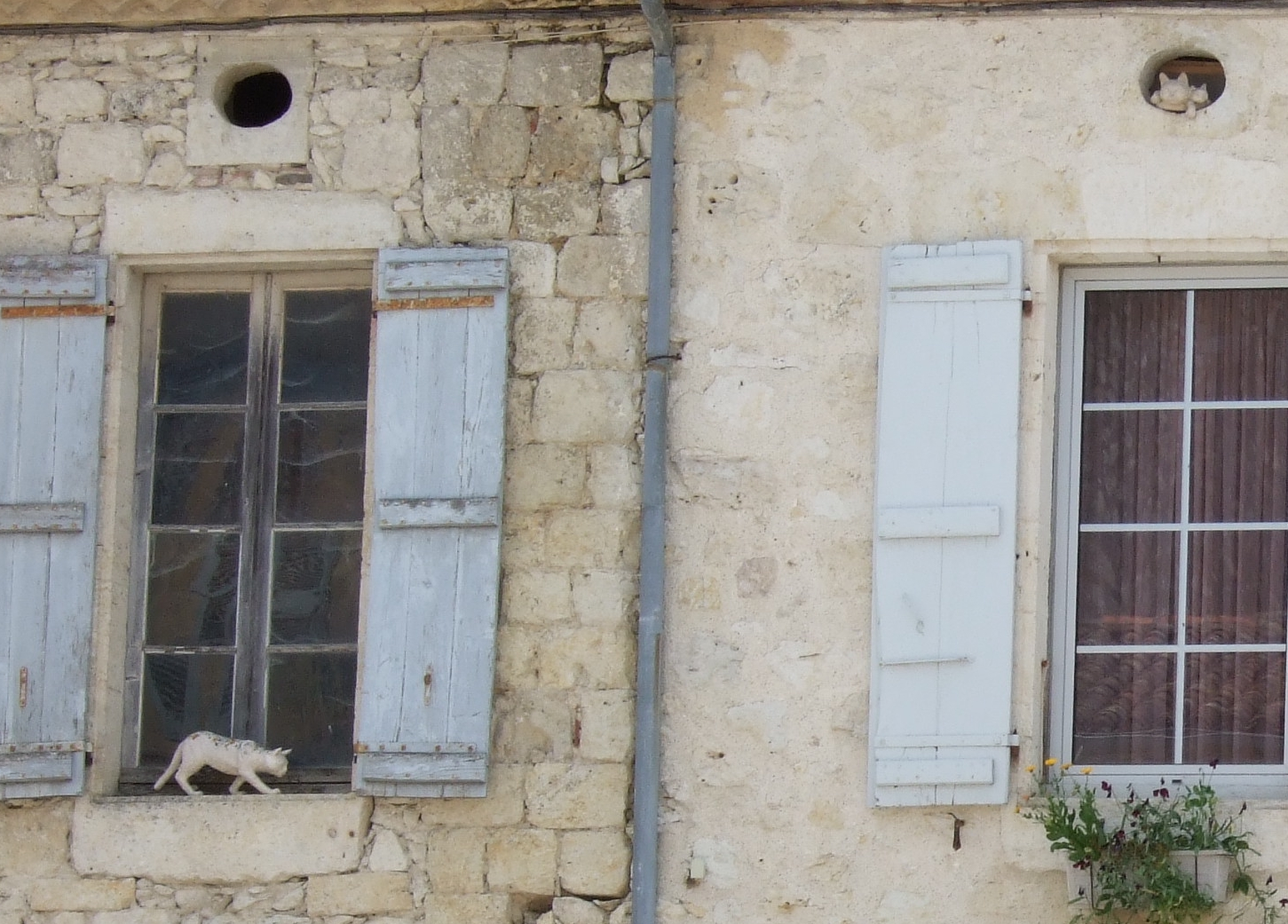
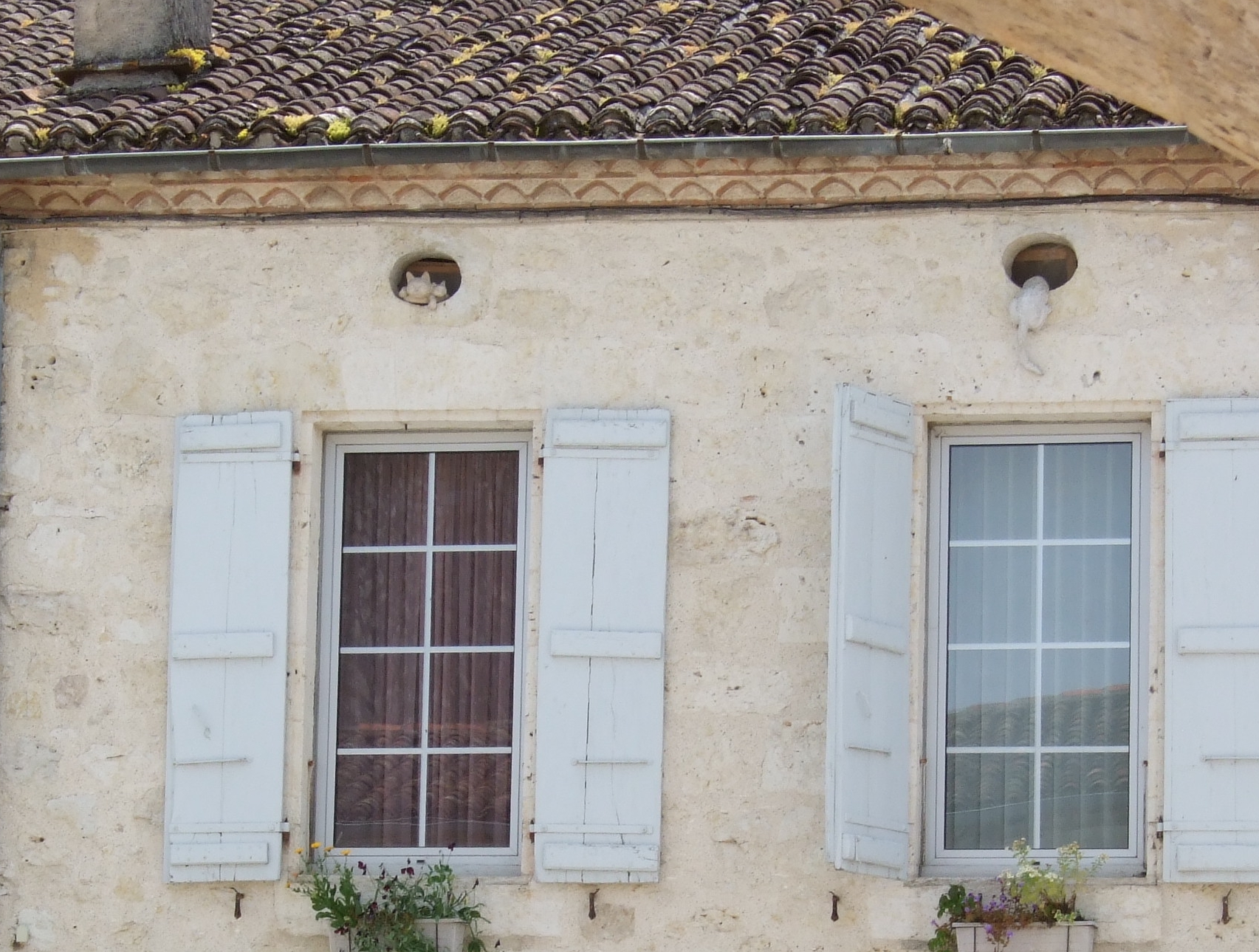
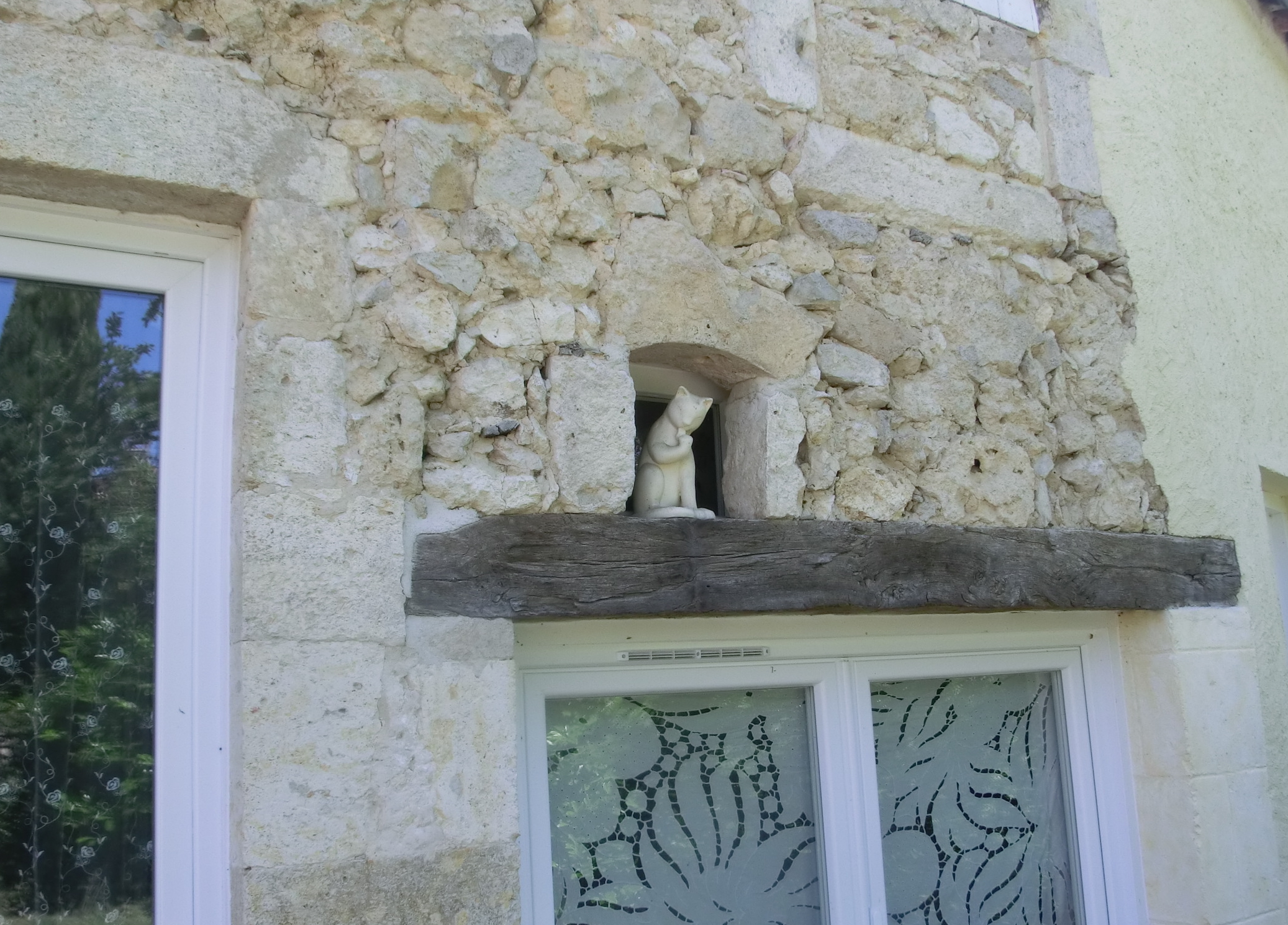

### Personnalités liées à la commune
- Arnaud d'Aux, né à La Romieu, fut évêque et cardinal (1312), et premier patron du chapitre de la collégiale. Son neveu Fortius de Auxio ou Fort d'Aux de Lescout, lui succéda comme évêque de Poitiers en 1312,
- Le vicomte de Saint-Gresse de Merens, né à La Romieu, zouave pontifical, s'est illustré et est mort au siège de Paris de 1870.
- Le marquis de Lally-Thollendal fit, pour le mariage de son fils en 1845, restaurer la collégiale de La Romieu en la faisant orner d'une frise et doter de calices.
- Gilbert Cours-Darne, né à La Romieu (1909-2001), est un botaniste, ingénieur agronome, inspecteur général de la recherche scientifique Outre-mer, fondateur de l'arboretum de La Bordette.
- Le chevalier de Romegas de Mansonville ou Mathurin d'Aux de Lescout général des galères fit réparer la collégiale de la Romieu.
- L'abbé Felix Maupomé, chevalier de la Légion d'honneur, né à la Romieu, résistant était prisonnier de guerre ; on le nomme aussi le curé mousquetaire inhumé à Dému.
- Adrien Larribeau, chevalier de la Légion d'honneur, né à la Romieu, fut archevêque de Séoul, présent au concile Vatican II. Il est mort en 1975 et est inhumé à Montbeton en Tarn-et-Garonne.
- Étienne Bouet, officier de la Légion d'honneur, héros des deux guerres, résistant, fut tué au maquis de Meilhan dans le Gers en 1944 au côté de son petit-fils Jean Seguin et auprès du commandant Louis Marcellin.
- Sœur Jeanne Boyer, religieuse de la Providence de La Romieu (+ en 1995), est reconnue par le mérite national pour son rôle dans la Résistance.
- Jean Laboubée, tombé au champ d'honneur en Indochine, est chevalier de la Légion d'honneur et Croix de guerre.
- Jarry Pailler, ancien sous-préfet de Condom, est inhumé au cimetière de la Romieu.
- Alain Leclère, facteur d'orgue, est créateur de l'orgue de Terraube ; il est inhumé à La Romieu.
- Gabriel de San Mateo, directeur de lycée et ancien maître des chœurs de l'Armagnac, est inhumé à La Romieu.
- Thierry Cambournac, général d'armée, grand officier de la Légion d'honneur, grand officier de l'ordre national du mérite.
- Christine Boisson, aquarelliste, cofondatrice en 2012 du festival l'Art au Mieux.